# Liste der Biografien/Wein
Liste der Biografien |
Portal Biografien |
Personensuche
# |
A |
B |
C |
D |
E |
F |
G |
H |
I |
J |
K |
L |
M |
N |
O |
P |
Q |
R |
S |
T |
U |
V |
W |
X |
Y |
Z |
?
 
Wa |
Wc |
Wd |
We |
Wh |
Wi |
Wj |
Wl |
Wn |
Wo |
Wr |
Ws |
Wt |
Wu |
Ww |
Wy |
Wz
 
Wea |
Web |
Wec |
Wed |
Wee |
Wef |
Weg |
Weh |
Wei |
Wej |
Wek |
Wel |
Wem |
Wen |
Weo |
Wep |
Wer |
Wes |
Wet |
Weu |
Wev |
Wew |
Wex |
Wey |
Wez
 
Weia |
Weib |
Weic |
Weid |
Weie |
Weif |
Weig |
Weih |
Weij |
Weik |
Weil |
Weim |
Wein |
Weip |
Weir |
Weis |
Weit |
Weix |
Weiz
Die Liste der Biografien führt alle Personen auf, die in der deutschsprachigen Wikipedia einen Artikel haben. Dieses ist eine Teilliste mit 684 Einträgen von Personen, deren Namen mit den Buchstaben „Wein“ beginnt.

## Wein
- Wein, Aloys (1907–1998), deutscher Kunstmaler
- Wein, Christian (* 1979), deutscher Hockeyspieler
- Wein, Claudia (* 1958), deutsche Politikerin (CDU), Ärztin und Kirchenälteste
- Wein, Daniel (* 1994), deutscher FußballspielerDaniel Wein (* 1994)

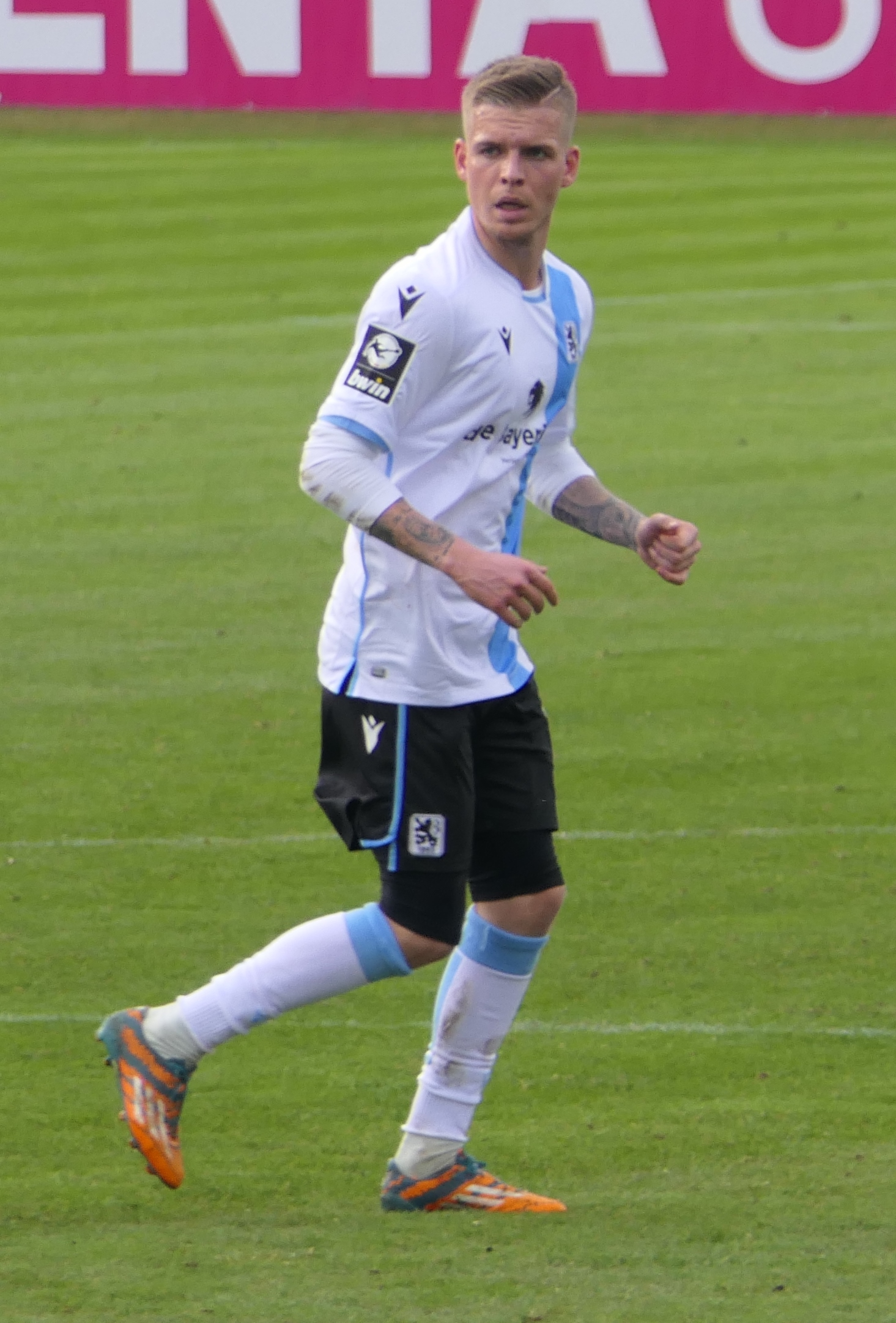
Daniel Wein (* 1994)

- Wein, Dezső (1873–1944), ungarischer Turner
- Wein, Franz (1884–1954), deutscher Verwaltungsjurist
- Wein, Georg (1827–1891), deutscher Dekorations- und Kunstmaler
- Wein, Georg (1893–1945), deutscher Beamter, Kommunalpolitiker und Bürgermeister
- Wein, George (1925–2021), US-amerikanischer Jazzmusiker und Impresario
- Wein, Hermann (1912–1981), deutscher Philosoph
- Wein, Horst (1941–2016), deutscher Hockeyspieler und -trainer
- Wein, Joyce (1928–2005), US-amerikanische Musik- und Festivalmanagerin
- Wein, Jürgen (* 1938), deutscher Hockeyspieler
- Wein, Kurt (1883–1968), deutscher Pädagoge und Botaniker
- Wein, Len (1948–2017), US-amerikanischer Comicautor und -redakteur
- Wein, Martin (1925–2010), deutscher Journalist, Autor
- Wein, Martin (* 1975), deutscher Journalist und Autor
- Wein, Yossi (1947–2015), polnisch-israelischer Kameramann und Regisseur

### Weina
- Weinacht, Hermann (1845–1918), bayerischer Chevauleger und Held einer patriotischen Rettungstat
- Weinacht, Ludwig (1888–1946), deutscher Ruderer
- Weinacht, Paul-Ludwig (* 1938), deutscher Politikwissenschaftler
- Weinacht, Walter (1886–1968), deutscher Schauspieler
- Weinack, Franz (1845–1915), deutscher Historien- und Porträtmaler der Düsseldorfer Schule
- Weinacker, Adolf (1928–2023), US-amerikanischer Geher
- Weinand, Dieter (* 1961), deutscher Boxer
- Weinand, Herbert Jakob (* 1953), deutscher Möbeldesigner, Innenarchitekt und Hochschullehrer
- Weinand, Klaus (* 1940), deutscher Basketballnationalspieler
- Weinand, Maria (1882–1960), deutsche Pädagogin, Schriftstellerin und Politikerin (Zentrum), MdL
- Weinandy, Mathilde (* 1950), deutsche Politikerin (CDU), MdL
- Weinans, Valentijn (* 1995), niederländischer Mittelstreckenläufer
- Weinart, Benjamin Gottfried (1715–1795), sächsischer evangelischer Pfarrer
- Weinart, Benjamin Gottfried (1751–1813), sächsischer Jurist, Finanzprokurator, Historiker und Bibliograph
- Weinauge, Nadine (* 1993), deutsche Ringerin

### Weinb
- Weinbach, Adam (1819–1870), deutscher Unternehmer, Mitglied der Zweiten Kammer der Landstände des Herzogtums Nassau
- Weinbach, Brent, US-amerikanischer Stand-up-Komödiant, Schauspieler, Regisseur und Pianist
- Weinbach, Heike (* 1960), deutsche Philosophin, Publizistin und Social Justice Trainerin
- Weinbach, Nikolaus († 1658), Abt des Klosters Eberbach
- Weinbach, Walter (* 1943), deutscher Verwaltungsjurist und Kommunalpolitiker (CDU)
- Weinbacher, Jakob (1901–1985), österreichischer katholischer Geistlicher, Weihbischof in Wien
- Weinbacher, Karl (1898–1946), deutscher Manager und KriegsverbrecherKarl Weinbacher (1898–1946)

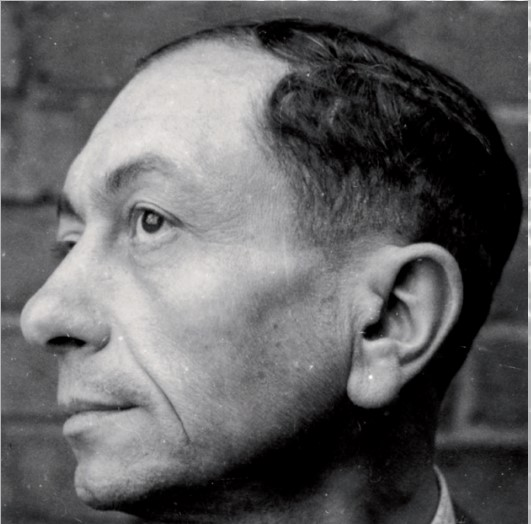
Karl Weinbacher (1898–1946)

- Weinbaum, Martin (1902–1990), deutschamerikanischer Historiker
- Weinbaum, Stanley G. (1902–1935), US-amerikanischer Science-Fiction-Schriftsteller
- Weinbecker, Andreas, deutscher Basketballspieler
- Weinberg, Abraham (* 1897), US-amerikanischer Mafioso
- Weinberg, Adrian (* 2001), US-amerikanischer Wasserballspieler
- Weinberg, Albert (1922–2011), belgischer Comiczeichner
- Weinberg, Albrecht (* 1925), deutscher Überlebender und Zeitzeuge des HolocaustAlbrecht Weinberg (* 1925)

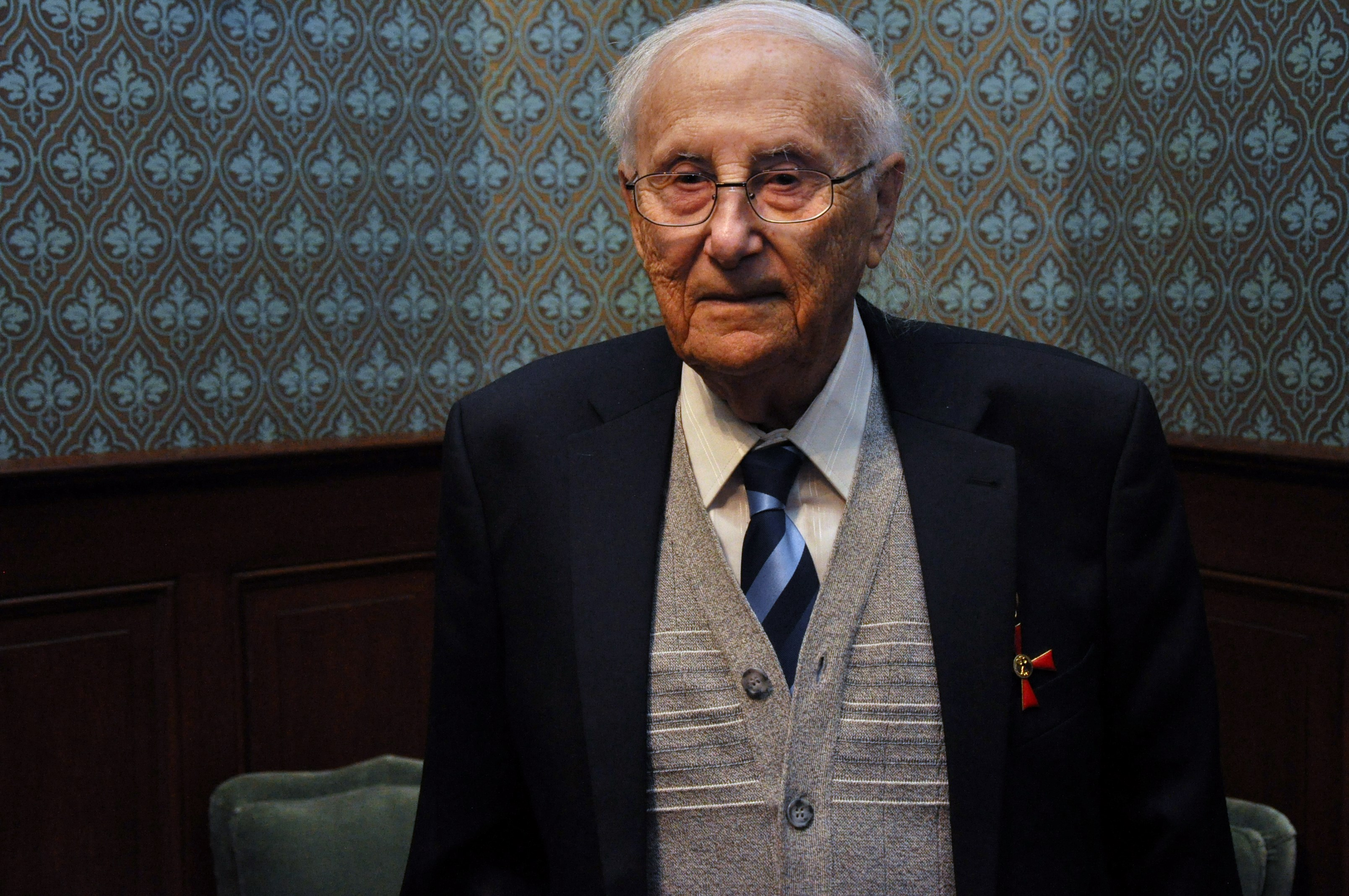
Albrecht Weinberg (* 1925)

- Weinberg, Alvin M. (1915–2006), US-amerikanischer Physiker und Wissenschaftsorganisator
- Weinberg, Arthur von (1860–1943), deutscher Chemiker und Unternehmer, Ehrenbürger von Frankfurt am Main
- Weinberg, Bernard (1909–1973), US-amerikanischer Literaturwissenschaftler und Hochschullehrer
- Weinberg, Bernhard (1815–1877), deutscher Unternehmer
- Weinberg, Boris Petrowitsch (1871–1942), russischer Physiker, Glaziologe und Hochschullehrer
- Weinberg, Boris Rufimowitsch (* 1938), russischer Mathematiker
- Weinberg, Carl von (1861–1943), deutscher Kaufmann, Unternehmer und Mäzen
- Weinberg, David (* 1952), US-amerikanischer Ruderer
- Weinberg, Erick (* 1947), US-amerikanischer Physiker
- Weinberg, Franz (1924–2016), Liechtensteiner Maschinenbauingenieur, Betriebswissenschaftler und Professor an der ETH Zürich
- Weinberg, Fritz (1876–1943), Rechtsanwalt in Berlin
- Weinberg, George (1929–2017), US-amerikanischer Psychologe, Psychotherapeut und Autor
- Weinberg, Gerald M. (1933–2018), US-amerikanischer Informatiker und Autor
- Weinberg, Gerhard L. (* 1928), US-amerikanischer Historiker
- Weinberg, Hanns (* 1891), deutscher Publizist in Düsseldorf
- Weinberg, Hanns (1900–1976), deutsch-britischer Antiquitätenhändler in London und New York
- Weinberg, Harald (* 1957), deutscher Politiker (Die Linke), MdB
- Weinberg, Herbert (* 1939), deutscher Fußballspieler
- Weinberg, Jay (* 1990), US-amerikanischer SchlagzeugerJay Weinberg (* 1990)

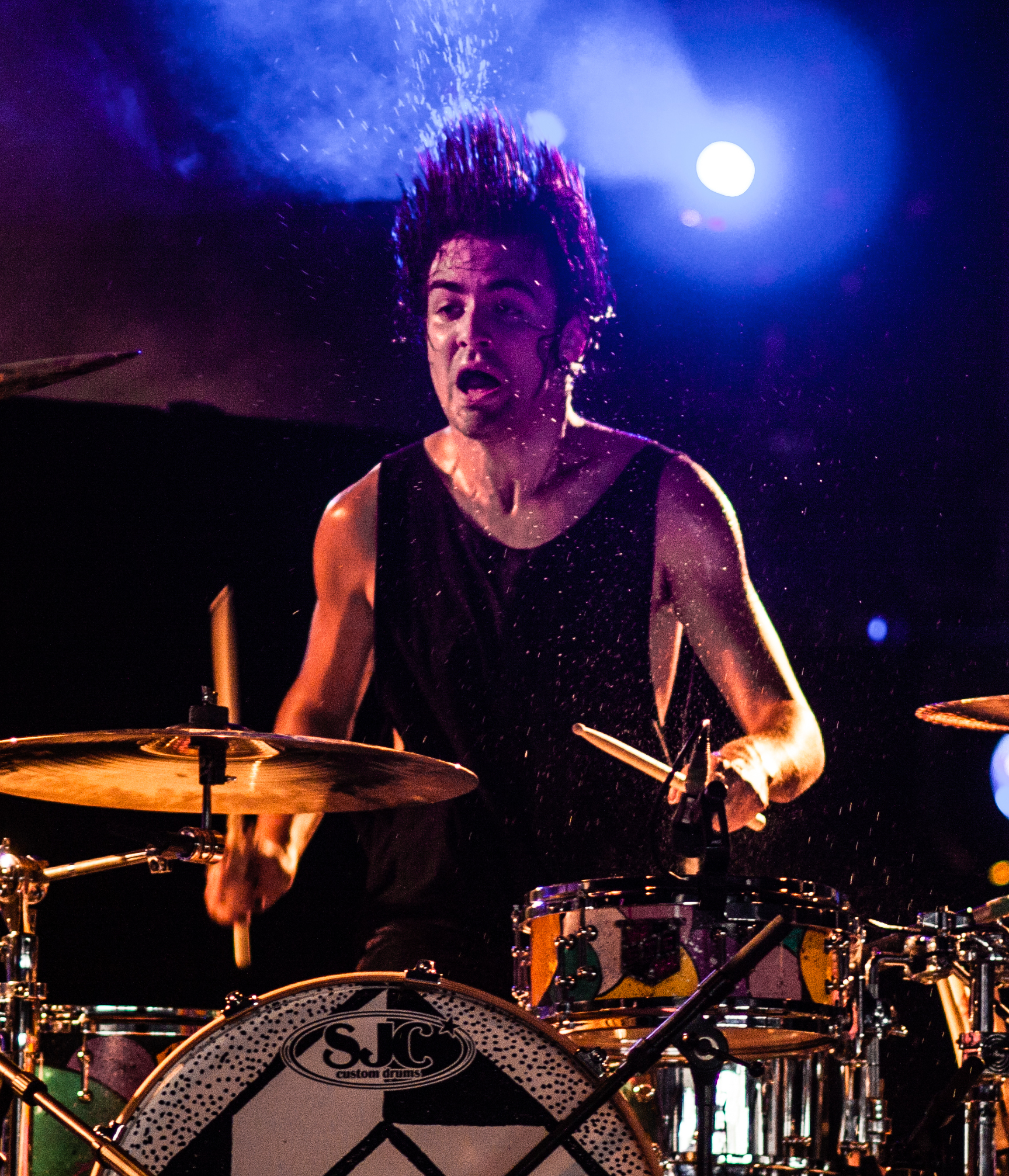
Jay Weinberg (* 1990)

- Weinberg, Jechiel Jaakov (1884–1966), orthodoxer Rabbiner
- Weinberg, Jehuda Louis (1876–1960), deutsch-israelischer Jurist und Schriftsteller
- Weinberg, Johannes (* 1932), deutscher Erwachsenenpädagoge und Hochschullehrer
- Weinberg, Kurt (1912–1996), deutsch-amerikanischer Germanist, Romanist und Komparatist
- Weinberg, Larry, US-amerikanischer Effekt-Supervisor und Lead-Animator
- Weinberg, Lew Iossifowitsch (1944–2010), russischer Unternehmer, Vizepräsident des Russischen Verbandes der Industriellen und Unternehmer und Wissenschaftler
- Weinberg, Magnus (1867–1943), deutscher Rabbiner und Heimatforscher
- Weinberg, Manfred (* 1959), deutscher Germanist
- Weinberg, Marcus (* 1967), deutscher Politiker (parteilos, CDU), MdHB, MdB
- Weinberg, Markus (* 1983), deutscher Radrennfahrer
- Weinberg, Martin S. (* 1939), US-amerikanischer Soziologe und Sexualwissenschaftler
- Weinberg, Max (1928–2018), deutscher bildender Künstler
- Weinberg, Max (* 1951), US-amerikanischer MusikerMax Weinberg (* 1951)

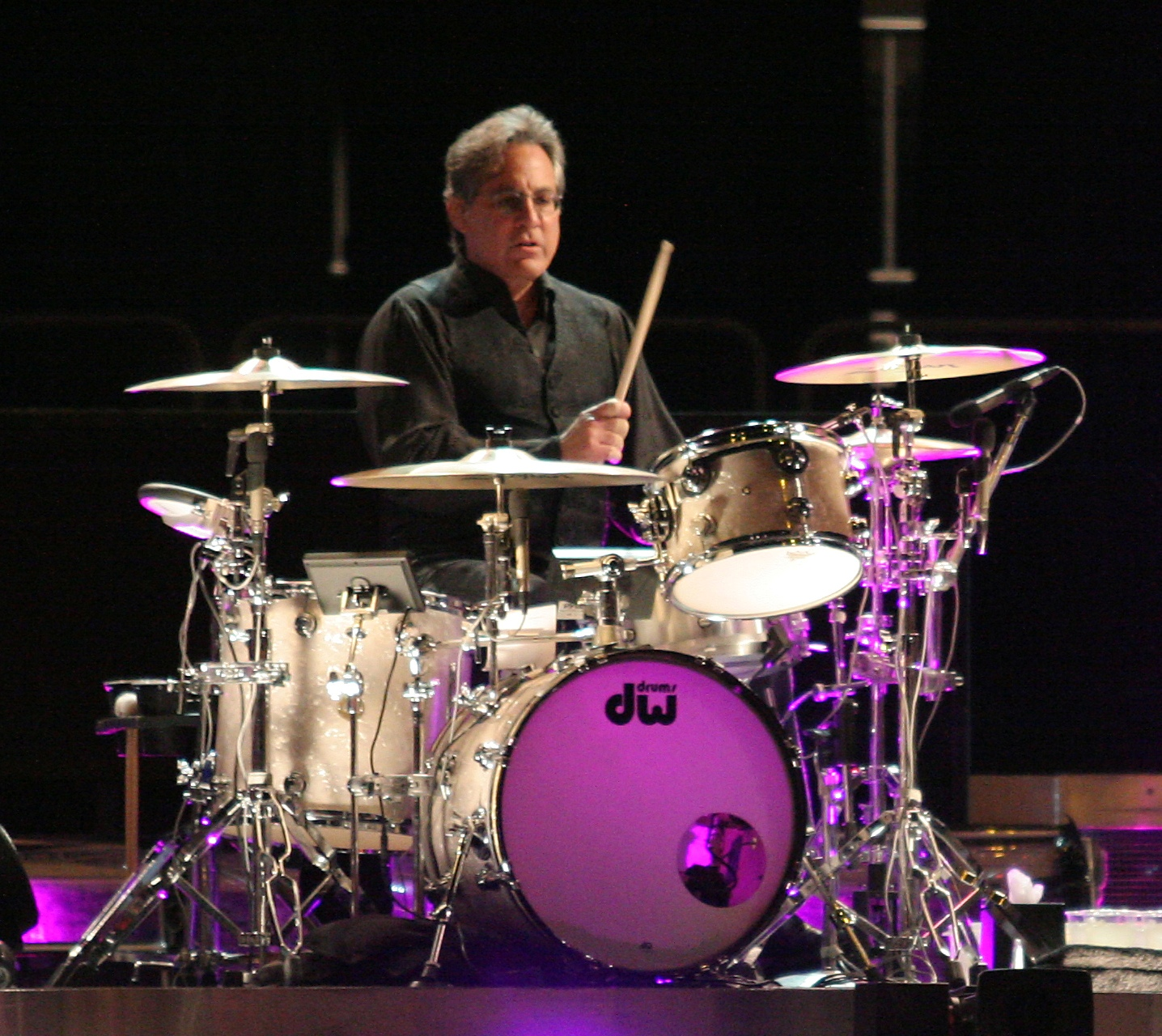
Max Weinberg (* 1951)

- Weinberg, Meyer (1914–1970), US-amerikanischer Jazzmusiker
- Weinberg, Mieczysław (1919–1996), russischer Komponist polnischer Abstammung
- Weinberg, Mike (* 1993), US-amerikanischer Schauspieler
- Weinberg, Moritz (1888–1944), deutscher Jurist und Holocaustopfer
- Weinberg, Mosche (1939–1972), israelischer Trainer der israelischen Olympia-Ringermannschaft (1972), Mordopfer palästinensischer Terroristen
- Weinberg, Peter (* 1946), deutscher Sportwissenschaftler, Hochschullehrer
- Weinberg, Peter (* 1952), deutscher Springreiter und Trainer
- Weinberg, Ray (1926–2018), australischer Hürdenläufer
- Weinberg, Robert Allan (* 1942), amerikanischer Molekularbiologe
- Weinberg, Rolf (1919–2011), deutscher Emigrant
- Weinberg, Sam, US-amerikanischer Jazzmusiker (Saxophon)
- Weinberg, Serge (* 1951), französischer Unternehmer
- Weinberg, Shraga (* 1966), israelischer Rollstuhltennisspieler
- Weinberg, Sidney (1891–1969), US-amerikanischer Manager, CEO von Firma Goldman Sachs
- Weinberg, Stephan (* 1975), deutscher Verwaltungsjurist und Politiker (SPD)
- Weinberg, Steven (1933–2021), US-amerikanischer Physiker
- Weinberg, Thomas (* 1987), deutscher Springreiter
- Weinberg, Wendy (* 1958), US-amerikanische Schwimmerin
- Weinberg, Werner (1915–1997), US-amerikanischer Sprachwissenschaftler, Literaturwissenschaftler
- Weinberg, Wilhelm (1862–1937), deutscher Arzt, Vererbungsforscher, Genealoge
- Weinberg, Yuval (* 1990), israelischer Dirigent und Chorleiter
- Weinberger, Anton (1843–1912), deutscher Landschafts- und Tiermaler
- Weinberger, Armin (* 1973), deutscher Bildungswissenschaftler
- Weinberger, Barbara (* 1955), deutsche Goldschmiedin, Steinschleiferin und angewandte Künstlerin
- Weinberger, Berndt (1904–1957), deutscher Offizier, zuletzt Generalmajor der KVP
- Weinberger, Bruno (1920–2012), deutscher Verwaltungsjurist
- Weinberger, Caspar (1917–2006), US-amerikanischer PolitikerCaspar Weinberger (1917–2006)

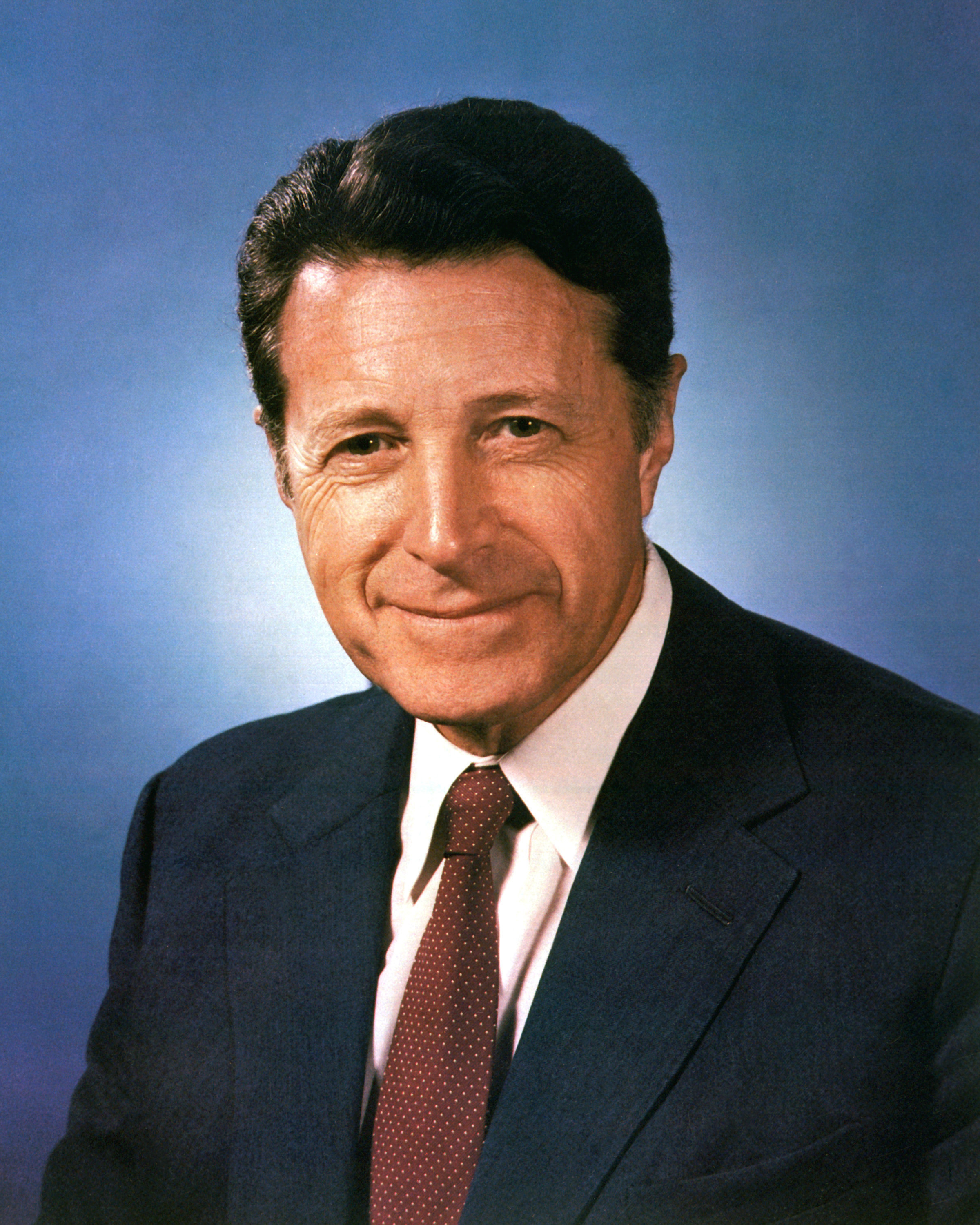
Caspar Weinberger (1917–2006)

- Weinberger, Charles (1861–1939), österreichischer Komponist
- Weinberger, Christian (* 1960), österreichischer Schauspieler
- Weinberger, David (* 1950), US-amerikanischer Redner, Autor und Philosoph zum Thema Internet
- Weinberger, Eliot (* 1949), US-amerikanischer Schriftsteller, Essayist, Übersetzer und Herausgeber
- Weinberger, Franz (* 1955), österreichischer Politiker (ÖVP), Landtagsabgeordneter
- Weinberger, Franziska (* 1953), österreichische Kunsthistorikerin und Künstlerin
- Weinberger, Gabriel (1930–2021), österreichischer Ordenspriester, Altabt des Stiftes Wilhering
- Weinberger, Gerhard (* 1948), deutscher Organist und Professor für Orgelspiel
- Weinberger, Gertrud (* 1897), ungarische Kunsthandwerkerin
- Weinberger, Hannah (* 1988), Schweizer Medienkünstlerin
- Weinberger, Hans (1898–1976), deutscher Sozial- und Jugendpolitiker
- Weinberger, Hans F. (1928–2017), US-amerikanischer Mathematiker
- Weinberger, Helga (* 1953), deutsche Politikerin (CSU), MdL
- Weinberger, Helmut (1932–2023), österreichischer Politiker (SPÖ), Abgeordneter zum Nationalrat
- Weinberger, Jaromír (1896–1967), tschechisch-amerikanischer Komponist
- Weinberger, Johannes (1975–2022), österreichischer Schriftsteller
- Weinberger, Julian (* 1985), österreichischer Fußballschiedsrichter
- Weinberger, Karl (1582–1625), Titularbischof von Nazianzus und Weihbischof in Breslau sowie nominierter Bischof von Pedena
- Weinberger, Karl (1885–1953), deutscher Bildhauer und Bauplastiker
- Weinberger, Karlheinz (1921–2006), Schweizer Fotograf
- Weinberger, Kurt (* 1961), österreichischer Versicherungsmanager
- Weinberger, Lois (1902–1961), österreichischer Widerstandskämpfer und Politiker (VF/ÖVP), Landtagsabgeordneter, Abgeordneter zum Nationalrat
- Weinberger, Lois (1947–2020), österreichischer Künstler
- Weinberger, Ludwig (1911–1966), österreichischer Lehrer und Quartärforscher
- Weinberger, Manfred Paul (* 1970), österreichischer Musikpädagoge, Jazz-Trompeter und Komponist
- Weinberger, Mark, US-amerikanischer Geschäftsmann
- Weinberger, Martin (1893–1965), deutsch-britischer Kunsthistoriker
- Weinberger, Marvin (* 1989), österreichischer Fußballspieler
- Weinberger, Maximilian (1875–1954), österreichisch-US-amerikanischer Internist, Primararzt und NS-Verfolgter
- Weinberger, Nico (* 1999), österreichischer Fußballspieler
- Weinberger, Ota (1919–2009), tschechischer Rechtsphilosoph und Logiker
- Weinberger, Peter J. (* 1942), US-amerikanischer Mathematiker und Informatiker
- Weinberger, Ronald (* 1948), österreichischer Astronom und Schriftsteller
- Weinberger, Shmuel (* 1963), US-amerikanischer Mathematiker
- Weinberger, Stephan (1624–1703), deutscher Geistlicher
- Weinberger, Thomas (* 1964), deutscher Fotograf
- Weinberger, Walter (* 1942), deutscher Diplomat
- Weinberger, Wilhelm (1866–1932), österreichischer Klassischer Philologe, Paläograf und Gymnasiallehrer
- Weinberger, Wilhelm (1898–1919), deutscher Publizist, Stadtkommandant in München (April 1919)
- Weinblum, Georg (1897–1974), deutsch-baltischer Ingenieur, Schiffbauforscher und Hochschullehrer
- Weinbörner, Kerstin (* 1971), deutsche Badmintonspielerin
- Weinbörner, Udo (* 1959), deutscher Jurist und Schriftsteller
- Weinbrecht, Donna (* 1965), US-amerikanische Freestyle-Skisportlerin
- Weinbrenner, Adolf (1836–1921), deutscher Architekt, badischer Baubeamter und Hochschullehrer
- Weinbrenner, Carl (1856–1942), österreichisch-tschechischer Architekt
- Weinbrenner, Friedrich (1766–1826), deutscher Architekt, Stadtplaner und Baumeister des KlassizismusFriedrich Weinbrenner (1766–1826)

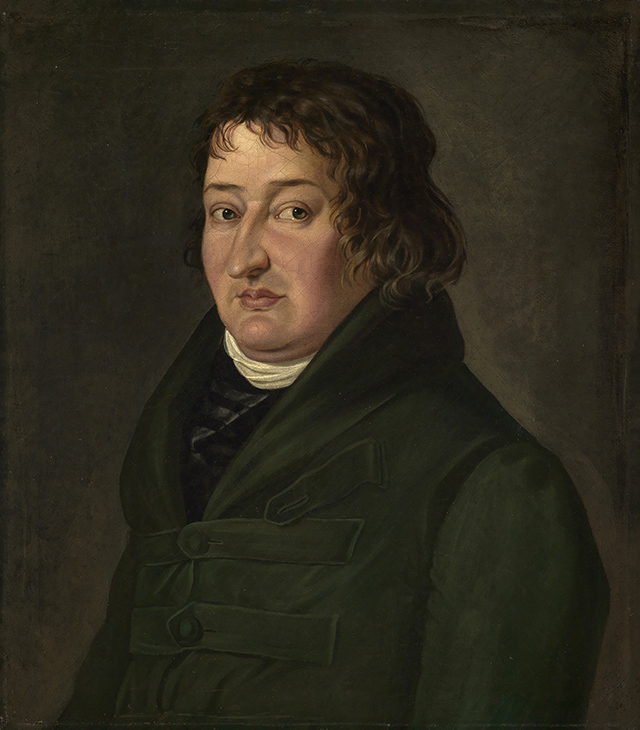
Friedrich Weinbrenner (1766–1826)

- Weinbrenner, Johann Ludwig (1790–1858), badischer Baumeister
- Weinbrenner, Sigmund, deutscher Schuhmacher, Poet und Stadtläufer in Schwäbisch Hall
- Weinbuch, Helmut (* 1937), deutscher Sportfunktionär
- Weinbuch, Hermann (* 1960), deutscher Nordischer Kombinierer und Bundestrainer
- Weinbuchner, Susanne (* 1991), deutsche Skirennläuferin

### Weind
- Weindauer, Karl (1788–1848), deutscher Lithograf
- Weindel, Elmar (* 1929), deutscher Diplomat
- Weindel, Michael (1942–2025), deutscher Architekt
- Weindel, Philipp (1900–1988), deutscher römisch-katholischer Geistlicher
- Weindich, Jupp (1932–2013), deutscher Autor, Opernregisseur und Theaterintendant
- Weindl, Anton (1895–1966), österreichischer Unternehmer und Politiker (ÖVP), Abgeordneter zum Nationalrat, Mitglied des Bundesrates
- Weindl, Petrus II. (1879–1943), österreichischer Priester, Abt von Michaelbeuern
- Weindler, Helge (1947–1996), deutscher Kameramann
- Weindling, Paul (* 1953), britischer MedizinhistorikerPaul Weindling (* 1953)

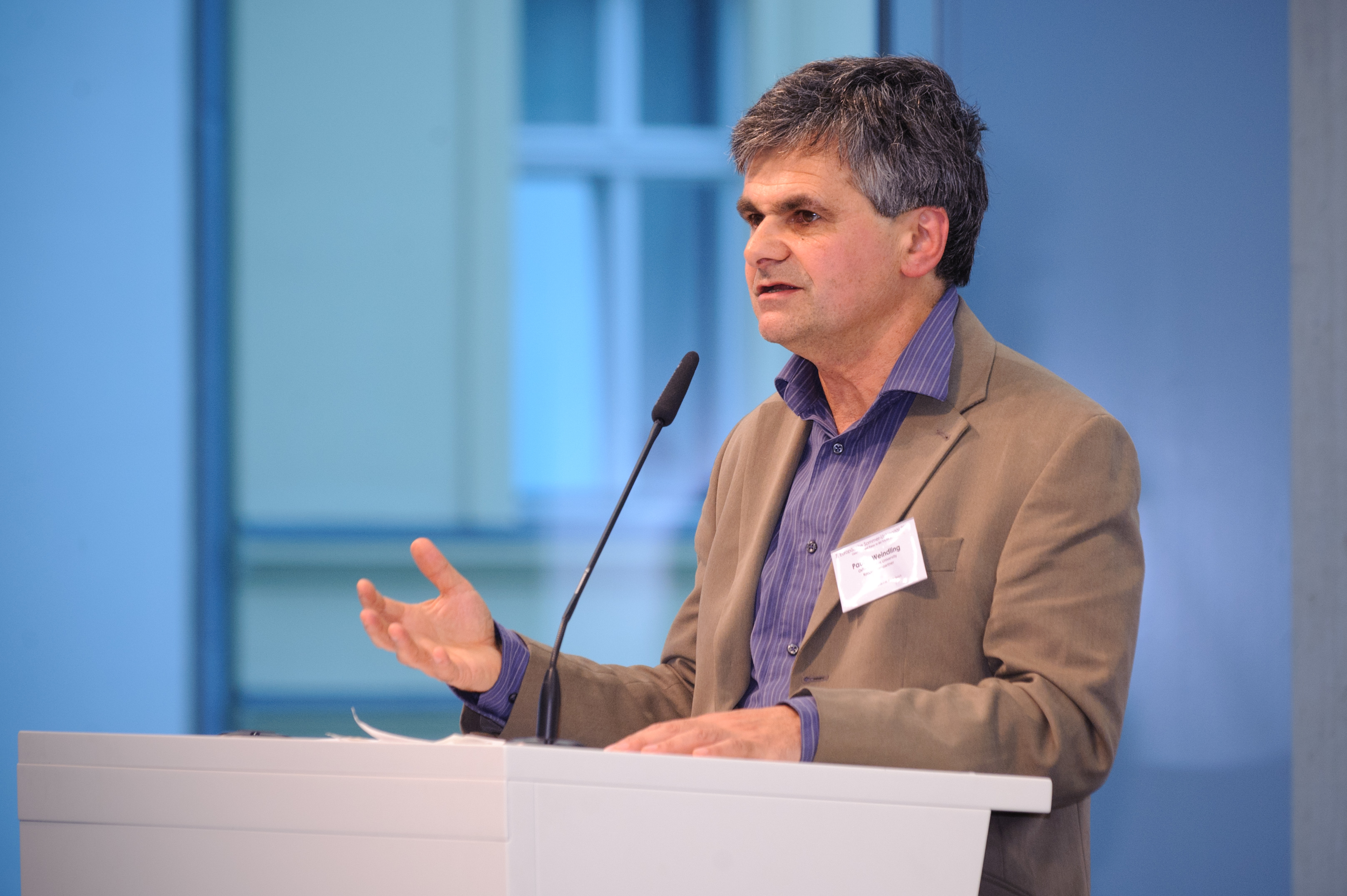
Paul Weindling (* 1953)

- Weindorf, Alfons (* 1964), deutscher Musikproduzent, Komponist, Sänger und Schlagzeuger
- Weindorf, Berthold (* 1956), deutscher Musiker, Arrangeur, Musikproduzent und Tontechniker
- Weindorf, Hermann (* 1953), deutscher Musiker, Sänger, Komponist und ProduzentHermann Weindorf (* 1953)

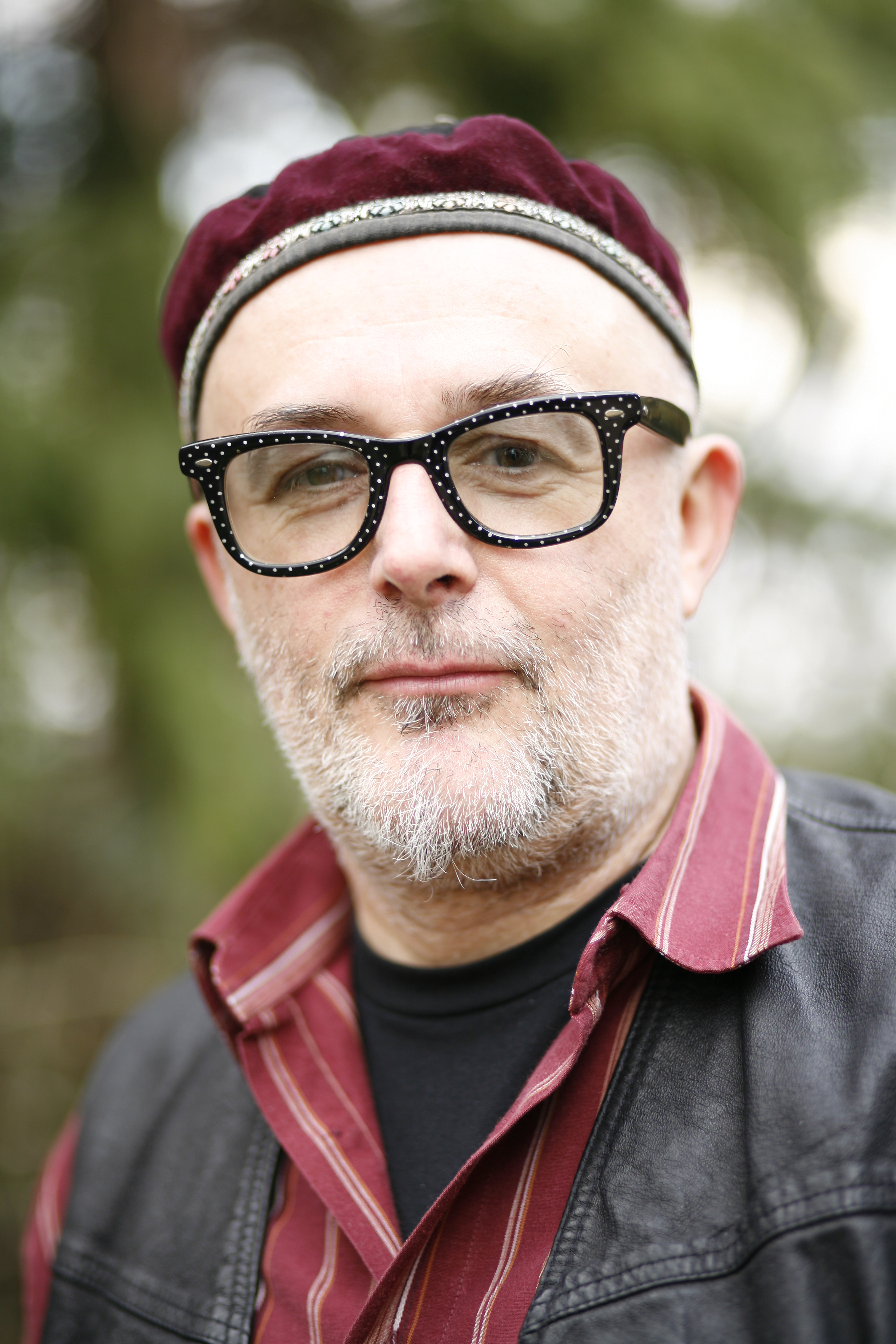
Hermann Weindorf (* 1953)

- Weindorf, Tobias (* 1980), deutscher Jazzmusiker (Piano, Komposition)
- Weindorfer, Gustav (1874–1932), österreichisch-australischer Farmer, Naturforscher, Resortbetreiber und Ranger
- Weindorfer, Johann (1836–1916), österreichischer Beamter und Politiker

### Weine
- Weineck, Arthur (1900–1944), Antifaschist und SPD/KPD-Mitglied
- Weineck, Franz (1839–1921), deutscher Gymnasialdirektor und Heimatforscher
- Weineck, Friedrich August (1897–1925), Mitglied des Roten Frontkämpferbunds
- Weineck, Hans (1926–2011), deutscher Arbeiterfunktionär
- Weineck, Jürgen (1941–2020), deutscher Sportwissenschaftler, Buchautor und Hochschullehrer
- Weineck, Ludwig (1809–1884), deutscher Orgelbauer
- Weinecke, Fabian (1968–2012), deutscher Maler, Zeichner und Songtexter
- Weinek, Ladislaus (1848–1913), österreichisch-ungarischer Astronom
- Weinek, Martin (* 1964), österreichischer Schauspieler
- Weinel, Heinrich (1874–1936), deutscher evangelisch-lutherischer Neutestamentler
- Weinelt, Wilhelm, tschechisch-deutscher Jurist
- Weinelt, Winfried (1922–2003), deutscher Geologe
- Weiner, Adam (* 1975), polnischer Handballspieler
- Weiner, Alex, kanadischer Schauspieler, Filmproduzent und Synchronsprecher
- Weiner, Alexander (1876–1956), österreichischer Bankier und Kunstsammler jüdischen Glaubens
- Weiner, Alfred (1877–1954), ungarisch-US-amerikanischer Filmpublizist und Verleger
- Weiner, Alois (1872–1953), tschechischer KZ-Häftling
- Weiner, Andrew M. (1958–2024), US-amerikanischer Physiker
- Weiner, Anthony (* 1964), US-amerikanischer PolitikerAnthony Weiner (* 1964)

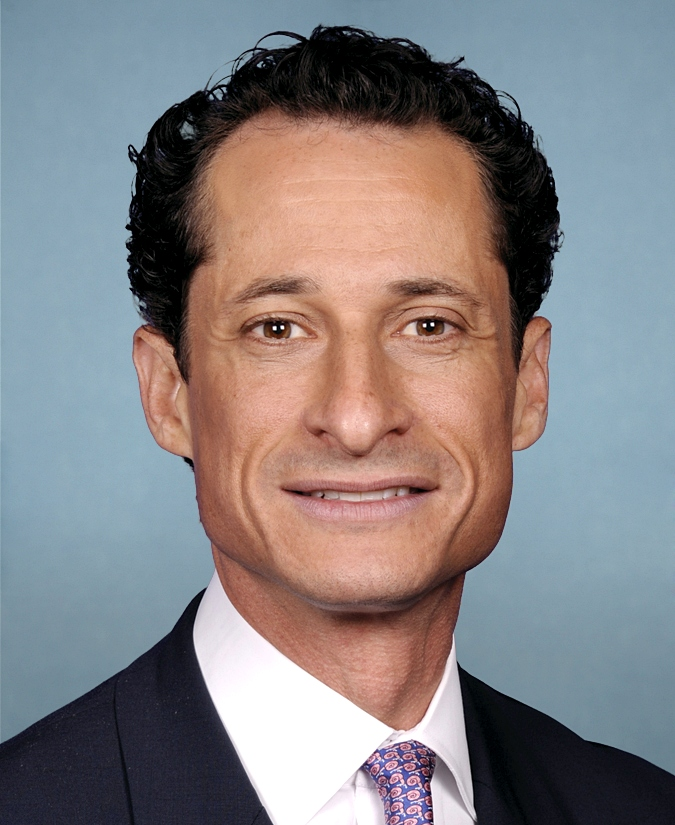
Anthony Weiner (* 1964)

- Weiner, Arthur (1877–1933), deutscher Rechtsanwalt und NS-Opfer
- Weiner, Bernard (* 1935), US-amerikanischer Psychologe
- Weiner, Dan (1919–1959), US-amerikanischer Fotojournalist
- Weiner, Dave (* 1976), US-amerikanischer Gitarrist
- Weiner, Edmund (* 1950), englischer Anglist
- Weiner, Egon (1906–1987), austroamerikanischer Bildhauer
- Weiner, Ernst (1913–1945), deutscher Polizeibeamter, SS-Führer und Kriegsverbrecher
- Weiner, Eucharius (1634–1701), deutscher Abt des Benediktiner-Ordens
- Weiner, Georg (1895–1957), deutscher Offizier in der Luftwaffe der Wehrmacht
- Weiner, Gerry (* 1933), kanadischer Politiker
- Weiner, Glenn (* 1976), US-amerikanischer Tennisspieler
- Weiner, Gustav (1901–1984), deutscher Komponist, Pianist, Kapellmeister und Gesangslehrer
- Weiner, Hans (1950–2024), deutscher Fußballspieler
- Weiner, Jennifer (* 1970), US-amerikanische Schriftstellerin, Fernsehproduzentin und Journalistin
- Weiner, Johann, deutscher Fußballspieler
- Weiner, Jonathan (* 1953), US-amerikanischer Sachbuchautor
- Weiner, Karl (1872–1950), deutscher Gewerkschafter und Politiker (SPD), MdL
- Weiner, Karl-Ludwig (1922–2006), deutscher Mineraloge und Kristallograph
- Weiner, László (1916–1944), jüdisch-ungarischer Pianist, Komponist und Dirigent
- Weiner, Lawrence (1942–2021), US-amerikanischer bildender Künstler, Vertreter der KonzeptkunstLawrence Weiner (1942–2021)

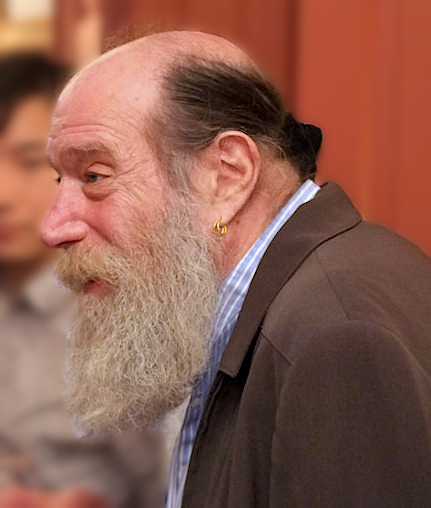
Lawrence Weiner (1942–2021)

- Weiner, Lazar (1897–1982), US-amerikanischer Komponist und Chorleiter
- Weiner, Leó (1885–1960), ungarischer Musiklehrer und Komponist
- Weiner, Markus († 1565), 49. Abt des Benediktinerstiftes Kremsmünster
- Weiner, Matthew (* 1965), amerikanischer Drehbuchautor, Regisseur und FernsehproduzentMatthew Weiner (* 1965)

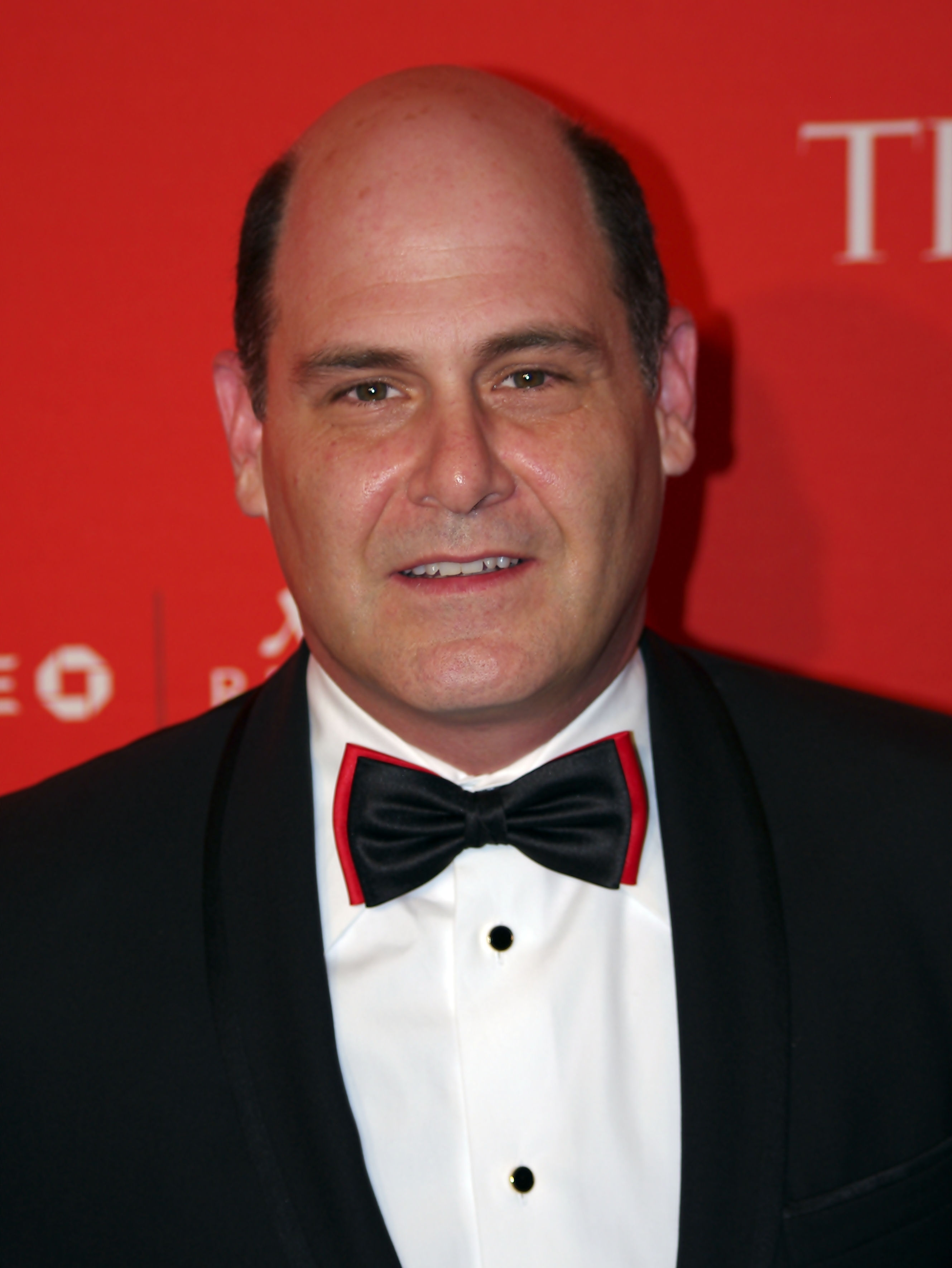
Matthew Weiner (* 1965)

- Weiner, Michael (* 1969), deutscher Fußballschiedsrichter
- Weiner, Myron (1931–1999), US-amerikanischer Politikwissenschaftler und Hochschullehrer
- Weiner, Ossi (* 1953), deutscher Unternehmer, Journalist und Autor mit Schwerpunkt Computerschach
- Weiner, Paul (* 1993), US-amerikanischer Maler und Objektkünstler
- Weiner, Paulina (* 1989), deutsche Synchronsprecherin, Sängerin, Moderatorin, Schauspielerin
- Weiner, Richard (1884–1937), tschechischer Journalist und Schriftsteller
- Weiner, Richard (* 1940), US-amerikanischer Perkussionist und Musikpädagoge
- Weiner, Richard M. (1930–2020), rumänisch-deutscher theoretischer Physiker
- Weiner, Rudolf (* 1951), deutscher Chirurg und Hochschullehrer
- Weiner, Sandra (1921–2014), polnisch-amerikanische Straßenfotografin und Kinderbuchautorin
- Weiner, Stanley (1925–1991), US-amerikanischer Komponist
- Weiner, Stephan (* 1984), deutscher Autor, Filmemacher und Redakteur
- Weiner, Thomas (* 1957), deutscher Politiker (CDU), MdL
- Weiner, Tibor (1906–1965), ungarischer Architekt und Stadtplaner
- Weiner, Tim (* 1956), US-amerikanischer Journalist bei der New York Times
- Weiner, Timon (* 1999), deutscher Fußballtorhüter
- Weiner-Dillmann, Hans (1903–1990), österreichischer Operetten-, Schlager- und Wienerliedkomponist
- Weinert, Albert (1863–1947), US-amerikanischer Bildhauer
- Weinert, Egino (1920–2012), deutscher Sakralkünstler (Goldschmied, Bildhauer und Maler)
- Weinert, Erich (1890–1953), deutscher Schriftsteller und ab 1943 Präsident des Nationalkomitees Freies Deutschland
- Weinert, Franz Emanuel (1930–2001), deutscher Psychologe
- Weinert, Frederik (* 1981), deutscher Buchautor, Medienwissenschaftler sowie promovierter Sprachwissenschaftler
- Weinert, Hans (1887–1967), deutscher Anthropologe
- Weinert, Heinz (* 1924), deutscher Radrennfahrer
- Weinert, Hermann Karl (1909–1974), deutscher Romanist
- Weinert, Holger (* 1951), deutscher Journalist und FernsehmoderatorHolger Weinert (* 1951)

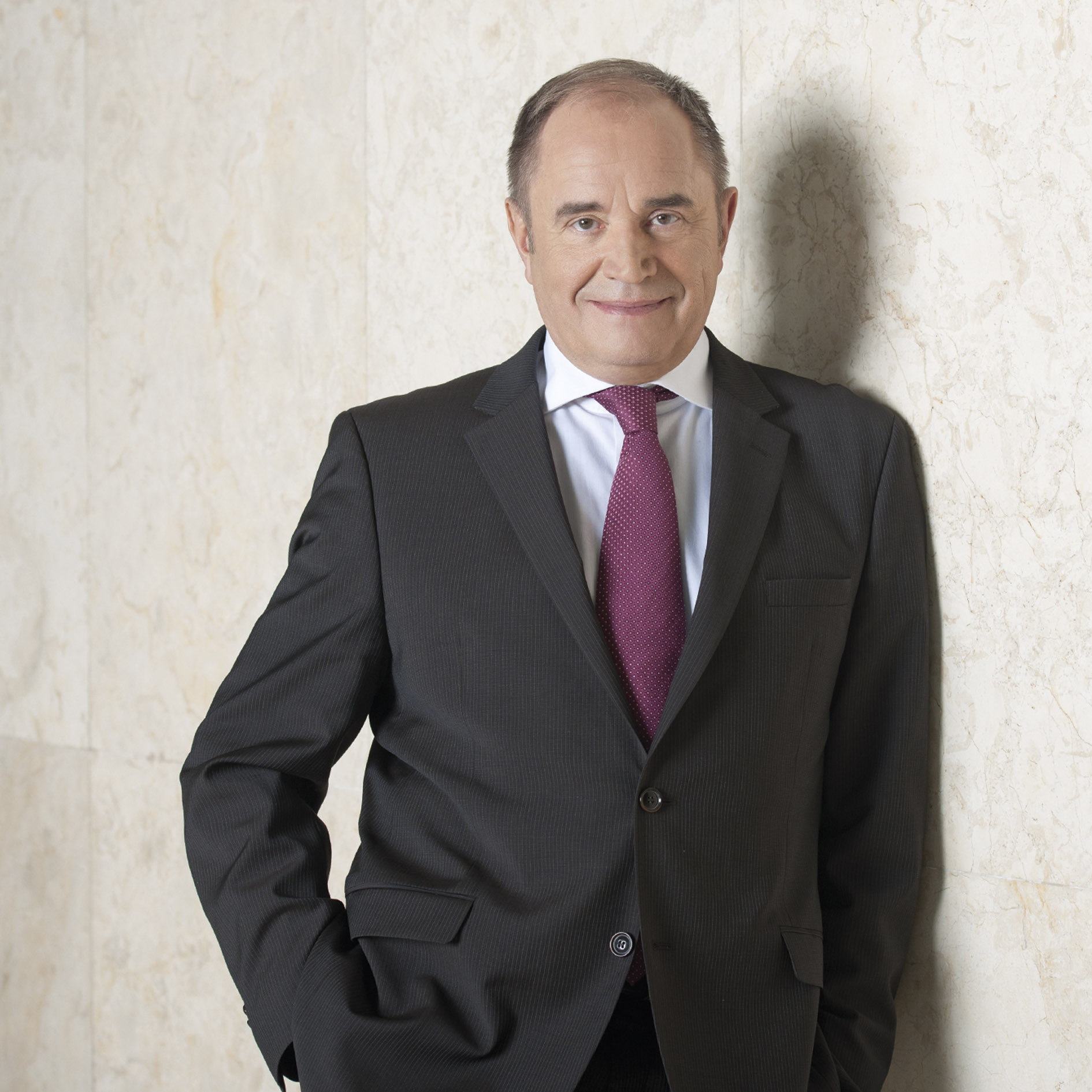
Holger Weinert (* 1951)

- Weinert, Karl Gustav (1896–1965), deutscher Maler
- Weinert, Li (1899–1983), deutsche Rezitatorin, Kabarettistin und Kulturfunktionärin
- Weinert, Manfred (1934–2012), deutscher Schriftsteller
- Weinert, Margit (1926–2014), deutsche Schauspielerin und Synchronsprecherin
- Weinert, Martin (* 1961), deutscher Jazzmusiker (Kontrabass, Komposition)
- Weinert, Peter Paul (1948–2012), deutscher Landrat des Westerwaldkreises
- Weinert, Roland (* 1975), österreichischer Jurist und Beamter
- Weinert, Sabine (* 1957), deutsche Entwicklungspsychologin und Hochschullehrerin
- Weinert, Stefan (* 1964), deutscher Schauspieler
- Weinert, Steffen (* 1975), deutscher Filmregisseur, Drehbuchautor und Romanautor
- Weinert, Susan (1965–2020), deutsche Jazzgitarristin, Komponistin und Produzentin
- Weinert-Wilton, Louis (1875–1945), deutscher Schriftsteller
- Weinerth, Hans (1935–2015), deutscher Physiker und Manager

### Weinf
- Weinfurter, Harald (* 1960), österreichischer Physiker
- Weinfurter, Karl (1867–1942), tschechischer Übersetzer und Schriftsteller
- Weinfurter, Michael (* 1967), deutscher Eishockeyspieler
- Weinfurter, Stefan (1945–2018), deutscher HistorikerStefan Weinfurter (1945–2018)

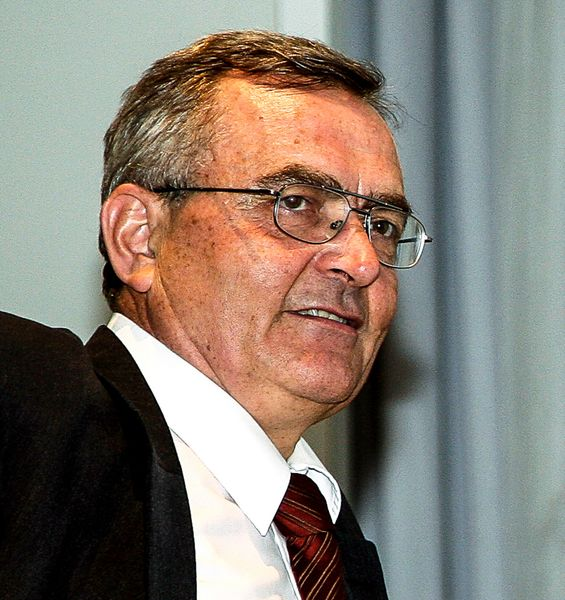
Stefan Weinfurter (1945–2018)

- Weinfurtner, Silke, deutsch-britische theoretische Physikerin

### Weing
- Weingand, Emma, deutsche Modellbauerin
- Weingand, Hans-Peter (* 1964), österreichischer Sachbuchautor und LGBT-Aktivist
- Weingand, Karl (1882–1969), deutscher Bankkaufmann und Modellbauer
- Weingardt, Willi (1917–1969), deutscher Politiker (SPD), MdL
- Weingart, Brigitte (* 1971), deutsche Geisteswissenschaftlerin
- Weingart, Edith (1922–1992), deutsche Politikerin (SED), Mitglied des ZK der SED, DFD-Funktionärin
- Weingart, Joachim (1895–1942), polnischer Maler
- Weingart, Johann August (1797–1878), Schweizer Politiker
- Weingart, Johannes (* 1949), deutscher Facharzt für Innere Medizin, Physikalische und Rehabilitative Medizin, Spezielle Schmerztherapie, Sportmedizin, und Osteopathie
- Weingart, Jonas (* 1986), Schweizer Beachvolleyballspieler
- Weingart, Kristin (* 1974), deutsche evangelische Theologin
- Weingart, Maurus (1851–1924), Abt von Weltenburg
- Weingart, Peter (* 1941), deutscher Soziologe und Hochschullehrer
- Weingart, Wilhelm (1856–1936), deutscher Unternehmer in der Porzellanindustrie und Amateurbotaniker
- Weingart, Wolfgang (1941–2021), deutscher Schriftsetzer, Grafiker und Typograf
- Weingarten, Akiva (* 1984), US-amerikanischer, liberaler Rabbiner
- Weingarten, Donald (* 1945), US-amerikanischer Physiker
- Weingarten, Elmar (* 1942), deutscher Soziologe und Intendant
- Weingarten, Hermann (1834–1892), deutscher evangelischer Kirchenhistoriker
- Weingarten, Joe (* 1962), deutscher Politiker (SPD)Joe Weingarten (* 1962)

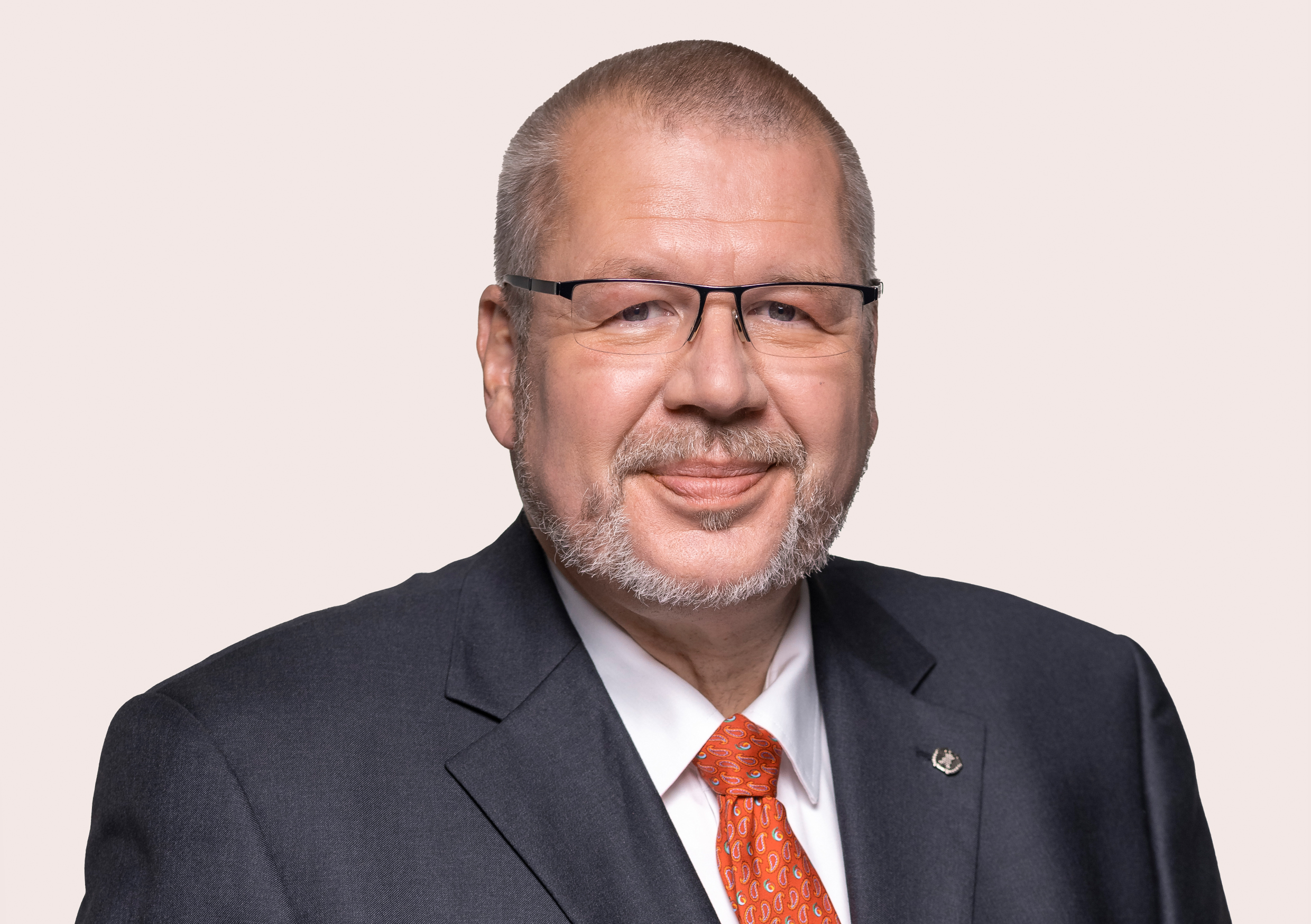
Joe Weingarten (* 1962)

- Weingarten, Johann Jacob von (1629–1701), böhmischer Jurist
- Weingarten, Julia (* 1979), deutsche Kamerafrau
- Weingarten, Julius (1836–1910), deutscher Mathematiker
- Weingarten, Klara (1909–1973), österreichische Neurologin
- Weingarten, Laser (1863–1937), deutscher Bezirksrabbiner
- Weingarten, Lawrence (1897–1975), US-amerikanischer Filmproduzent
- Weingarten, Marius (* 1994), deutscher Schauspieler
- Weingarten, Mark, amerikanischer Tontechniker
- Weingarten, Michael (1670–1730), deutscher Glockengießer
- Weingarten, Michael (* 1954), deutscher Philosoph
- Weingarten, Miriam Hadar (* 1937), israelische Journalistin
- Weingarten, Paul (1886–1948), österreichischer Pianist und Musiklehrer
- Weingarten, Romain (1926–2006), französischer Dramatiker
- Weingarten, Sascha (* 1991), deutscher Schauspieler
- Weingartner, Albert (* 1951), deutscher Politiker (FDP, CDU), MdA
- Weingartner, Anton (1807–1867), Schweizer Holzstecher und Illustrator
- Weingartner, Felix (1863–1942), österreichischer Dirigent, Komponist, Pianist und Schriftsteller
- Weingärtner, Franz Xaver (1805–1867), deutscher katholischer Geistlicher
- Weingartner, Gabriele (* 1948), deutsche Journalistin und Autorin
- Weingartner, Hans (* 1970), österreichischer Filmregisseur, Filmproduzent und AutorHans Weingartner (* 1970)

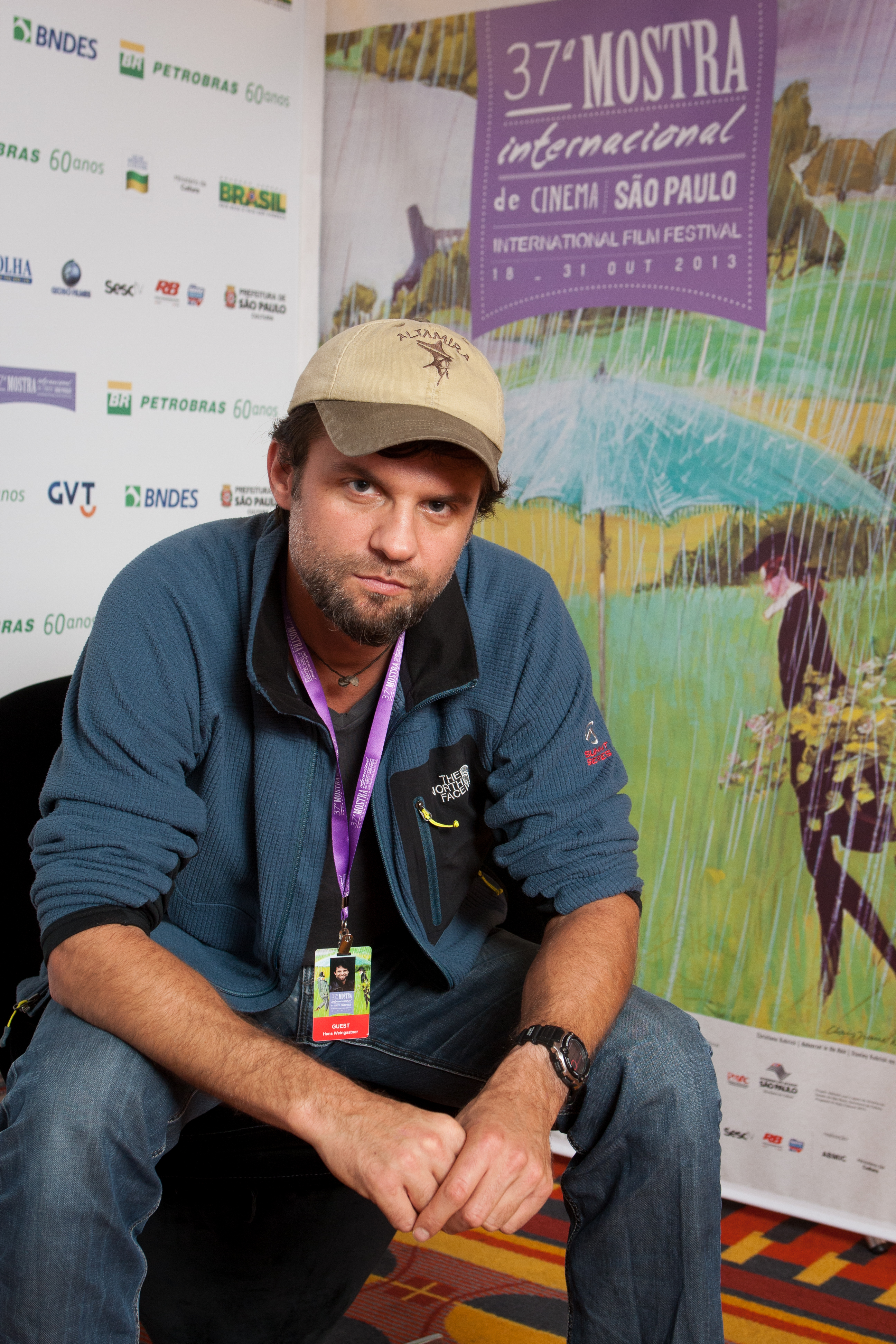
Hans Weingartner (* 1970)

- Weingartner, Hans Martin (1929–2014), deutschamerikanischer Finanzwissenschaftler
- Weingartner, Heinrich (* 1939), österreichischer Karambolagespieler
- Weingartner, Herbert (* 1954), österreichischer Geograph
- Weingärtner, Hermann (1864–1919), deutscher Turner und Olympiasieger
- Weingartner, Irene (* 1971), zeitgenössische Künstlerin
- Weingärtner, Johann Christoph (1771–1833), deutscher lutherischer Geistlicher, Theologe und Mathematiker
- Weingartner, Josef (1885–1957), österreichischer römisch-katholischer Geistlicher, Kunsthistoriker, Denkmalpfleger und Schriftsteller
- Weingärtner, Joseph (1805–1896), deutscher Jurist, Autor und Numismatiker
- Weingartner, Joseph (1810–1884), Schweizer Porträt- und Miniaturmaler, Lithograf
- Weingartner, Josephus Benjamin (1803–1885), niederländischer Maler und Zeichenlehrer
- Weingärtner, Karl (1890–1971), deutscher Fußballschiedsrichter
- Weingärtner, Karl (1932–2019), deutscher Historiker und Politiker (SPD), MdL
- Weingärtner, Karl-Heinz (1945–2011), deutscher Jurist
- Weingartner, Katharina (* 1964), österreichische Regisseurin und Autorin
- Weingärtner, Lindolfo (1923–2018), evangelisch-lutherischer Pfarrer, Professor für praktische Theologie, Schriftsteller und Dichter
- Weingartner, Manuel (* 1987), Schweizer Comedyautor
- Weingärtner, Marianne (1917–1995), österreichische Künstlerin
- Weingärtner, Marlene (* 1980), deutsche Tennisspielerin
- Weingartner, Michael P. (1917–1996), deutscher Kunst- und Kirchenmaler
- Weingartner, Michaela (* 1990), deutsche Schauspielerin
- Weingartner, Paul (* 1931), österreichischer Philosoph und Wissenschaftstheoretiker
- Weingärtner, Pedro (1853–1929), brasilianischer Maler
- Weingärtner, Peter (1913–1945), jugoslawischer SS-Hauptscharführer im KZ Auschwitz
- Weingartner, Peter (* 1954), Schweizer Schriftsteller und Hörspielautor
- Weingärtner, Rainer (1937–2023), deutscher Objektemacher und Grafiker
- Weingartner, Rudolph H. (1927–2020), US-amerikanischer Philosoph deutscher Herkunft
- Weingartner, Seraphin Xaver (1844–1919), Schweizer Fassaden- und Wandmaler
- Weingartner, Thomas (* 1976), österreichischer Drehbuchautor
- Weingartner, Wendelin (* 1937), österreichischer Politiker, Landeshauptmann von Tirol
- Weingärtner, Werner (* 1944), deutscher Fußballspieler
- Weingartz, Carl (1912–1990), deutscher Maler, Grafiker und Bildhauer
- Weingartz, Hans (1949–2024), deutscher Verleger
- Weingarz, Maren (* 1994), deutsche Fußballspielerin
- Weingast, Barry (* 1952), US-amerikanischer Politologe und Ökonom
- Weinger, Scott (* 1975), US-amerikanischer Schauspieler, Synchronsprecher und DrehbuchautorScott Weinger (* 1975)

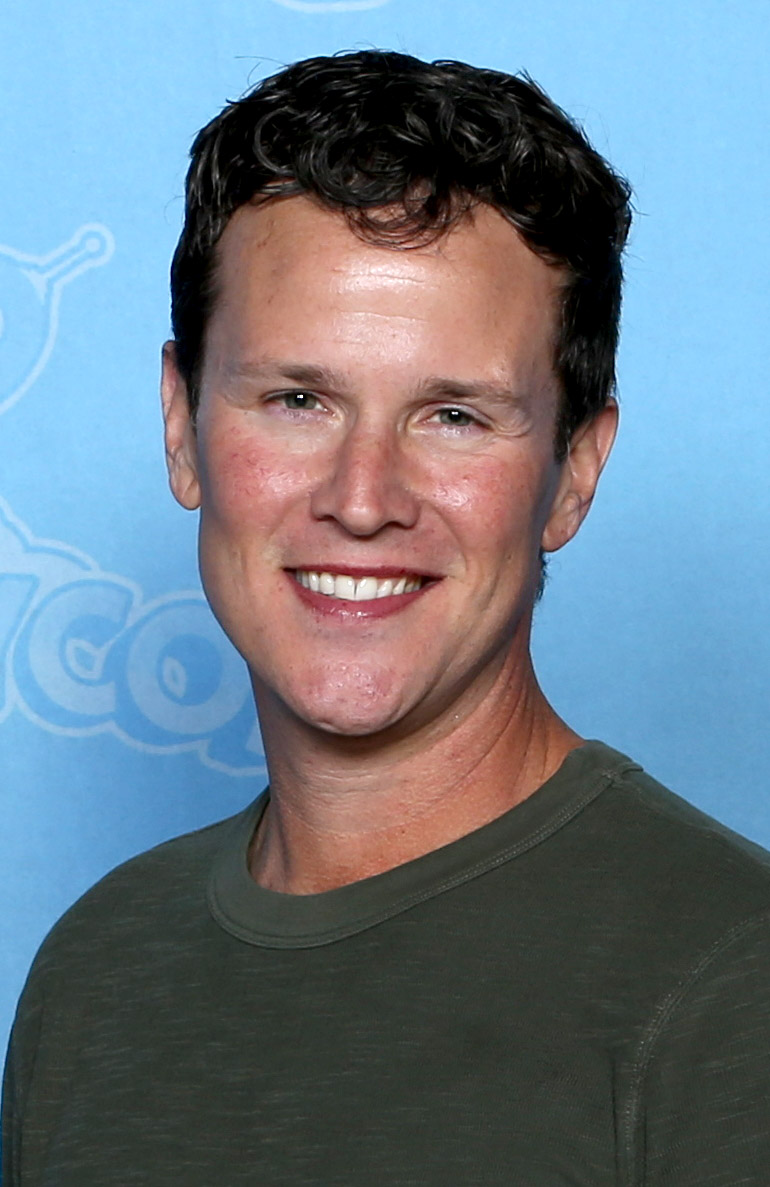
Scott Weinger (* 1975)

- Weinges, Philipp (* 1960), deutscher Drehbuchautor und Regisseur
- Weinglass, Leonard (1933–2011), US-amerikanischer Straf- und Verfassungsrechtler und Anwalt
- Weingraber, Volker (* 1942), deutscher Verfassungsschutzmitarbeiter
- Weingrod, Herschel (* 1947), US-amerikanischer Drehbuchautor und Filmproduzent

### Weinh
- Weinhag, Adam, deutscher Architekt
- Weinhagen, Friedrich (1804–1877), deutscher Jurist und Politiker
- Weinhals, Bruno (1954–2006), österreichischer Schriftsteller
- Weinhandl, Alois (1878–1964), österreichischer Politiker (CSP), Abgeordneter zum Nationalrat
- Weinhandl, Fabian (* 1987), österreichischer Eishockeytorwart
- Weinhandl, Ferdinand (1896–1973), österreichischer Philosoph und Psychologe
- Weinhandl, Johann (1830–1886), österreichischer Politiker
- Weinhandl, Luca (* 2009), österreichischer Fußballspieler
- Weinhandl, Margarete (1880–1975), österreichisch-deutsche Schriftstellerin, Erzählerin, Lyrikerin und Lehrerin
- Weinhandl, Mattias (* 1980), schwedischer Eishockeyspieler
- Weinhappel, Thomas (* 1980), österreichischer Opernsänger (Bariton)
- Weinhardt, Bernhard (1901–1983), deutscher Manager
- Weinhardt, Christof (* 1961), deutscher Wirtschaftswissenschaftler und Hochschullehrer
- Weinhart, Ferdinand Karl (1654–1716), österreichischer Arzt, Leibarzt Kaiser Karl VI.
- Weinhart, Franz (1617–1686), Weihbischof in Regensburg
- Weinhart, Ignaz (1617–1684), österreichischer Sammler und Gründer einer Wunderkammer
- Weinhart, Ignaz (1705–1787), österreichischer Ordensgeistlicher und Gelehrter
- Weinhart, Johann (1925–2019), österreichischer Bildhauer
- Weinhart, Martin (* 1963), deutscher Regisseur und Drehbuchautor
- Weinhart, Oswald (1840–1899), deutscher Politiker
- Weinhart, Paul (1570–1648), österreichischer Mediziner
- Weinhauer, Erik (* 2001), deutscher Fußballspieler
- Weinhauer, Klaus (* 1958), deutscher Historiker
- Weinhauer, Marianne (* 1938), deutsche Parteifunktionärin (SED)
- Weinhäupl, Peter (* 1962), österreichischer Kulturmanager und Vorstandsvorsitzender der Klimt-Foundation
- Weinhausen, Friedrich (1867–1925), deutscher Politiker (DDP), MdR
- Weinheber, Josef (1892–1945), österreichischer Lyriker, Erzähler und EssayistJosef Weinheber (1892–1945)

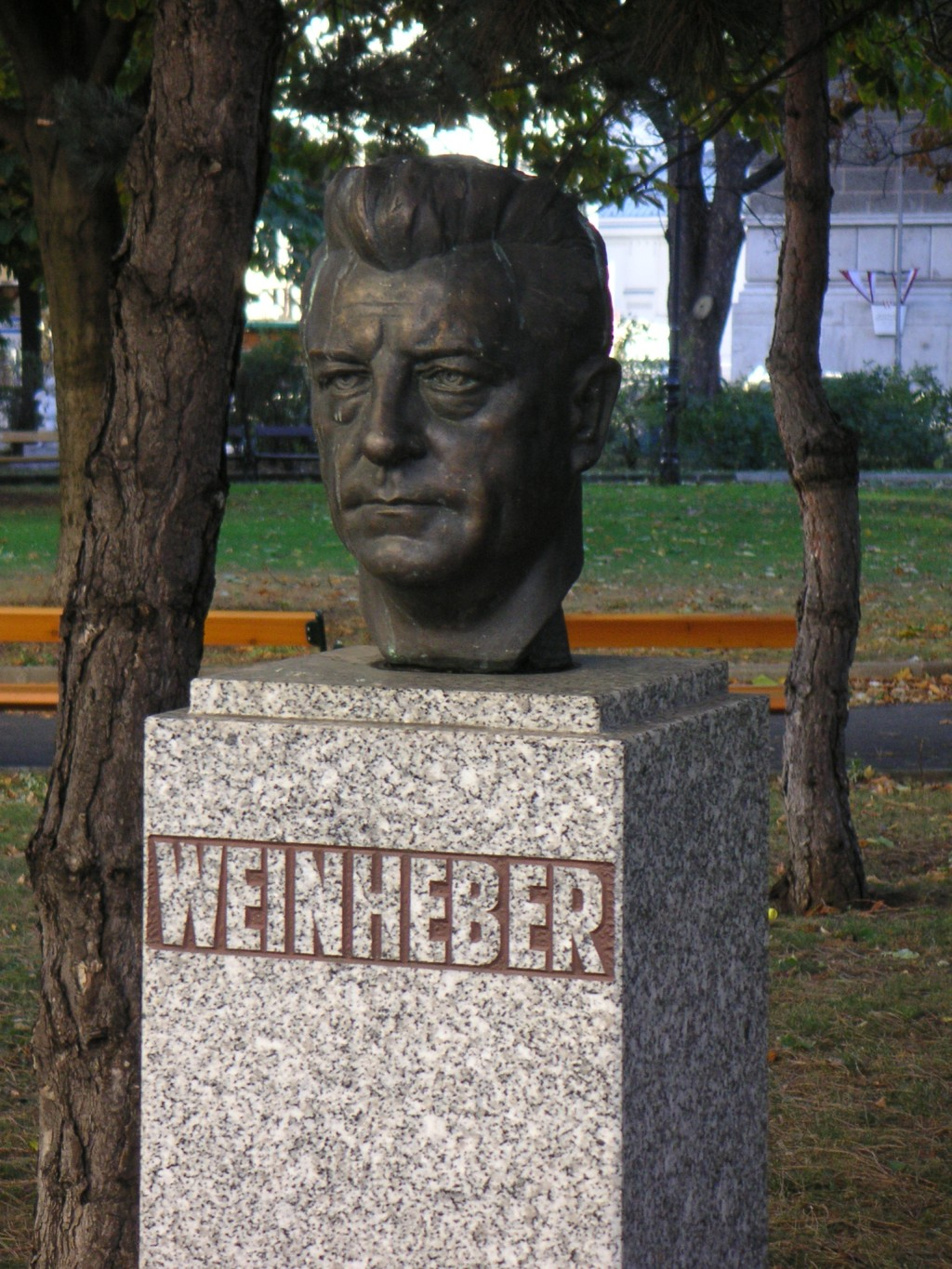
Josef Weinheber (1892–1945)

- Weinheber, Paul (1867–1939), deutscher Politiker (SPD)Weidt, Helmut, Hamburger Senator
- Weinheimer, Chris (* 1964), deutscher Jazz- und Improvisationsmusiker, Komponist und Theaterregisseur
- Weinheimer, Horst (1930–2017), deutscher Schauspieler, Hörspiel- und Synchronsprecher
- Weinheimer, Jakob (1878–1962), deutscher Kunstmaler, Radierer und Designer
- Weinheimer, Karl August (1819–1898), württembergischer Verwaltungsbeamter
- Weinhengst, Hans (1904–1945), österreichischer Autor, Übersetzer, Esperantist und Kämpfer gegen den Faschismus
- Weinhofen, Irmgard (* 1931), deutsche Lehrerin und Germanistin
- Weinhofen, Jona (* 1983), australischer Metalcore-Gitarrist
- Weinhofer, Joseph Michael (1778–1859), Pfarrer und Theologe
- Weinhofer, Karl (* 1942), deutscher Politiker (SPD), MdB
- Weinhofer, Leopold (1879–1947), österreichischer Politiker (SDAP), Landtagsabgeordneter
- Weinhofer, Rudolf (* 1962), österreichischer Fußballspieler
- Weinhold, Adolf Ferdinand (1841–1917), deutscher Physiker und Chemiker
- Weinhold, Ashley (* 1989), US-amerikanische Tennisspielerin
- Weinhold, August (1892–1961), deutscher Politiker (SPD), MdB
- Weinhold, Ernst-Eberhard (1920–2013), deutscher Arzt und Standespolitiker
- Weinhold, Frieder (* 1953), deutscher methodistischer Pastor und Träger des Bundesverdienstkreuzes am Bande
- Weinhold, Georg (1934–2013), deutscher Geistlicher, Weihbischof im Bistum Dresden-Meißen
- Weinhold, Hans-Joachim (* 1929), deutscher Maschinenbauer und Politiker (FDJ), MdV
- Weinhold, Joachim (1931–1962), deutsches Todesopfer an der innerdeutschen Grenze
- Weinhold, Johann Georg (1813–1880), deutscher Historienmaler, Graveur und Lithograf
- Weinhold, Josef (1906–1994), deutscher Ingenieur und Hochschullehrer
- Weinhold, Jutta (* 1947), deutsche RocksängerinJutta Weinhold (* 1947)

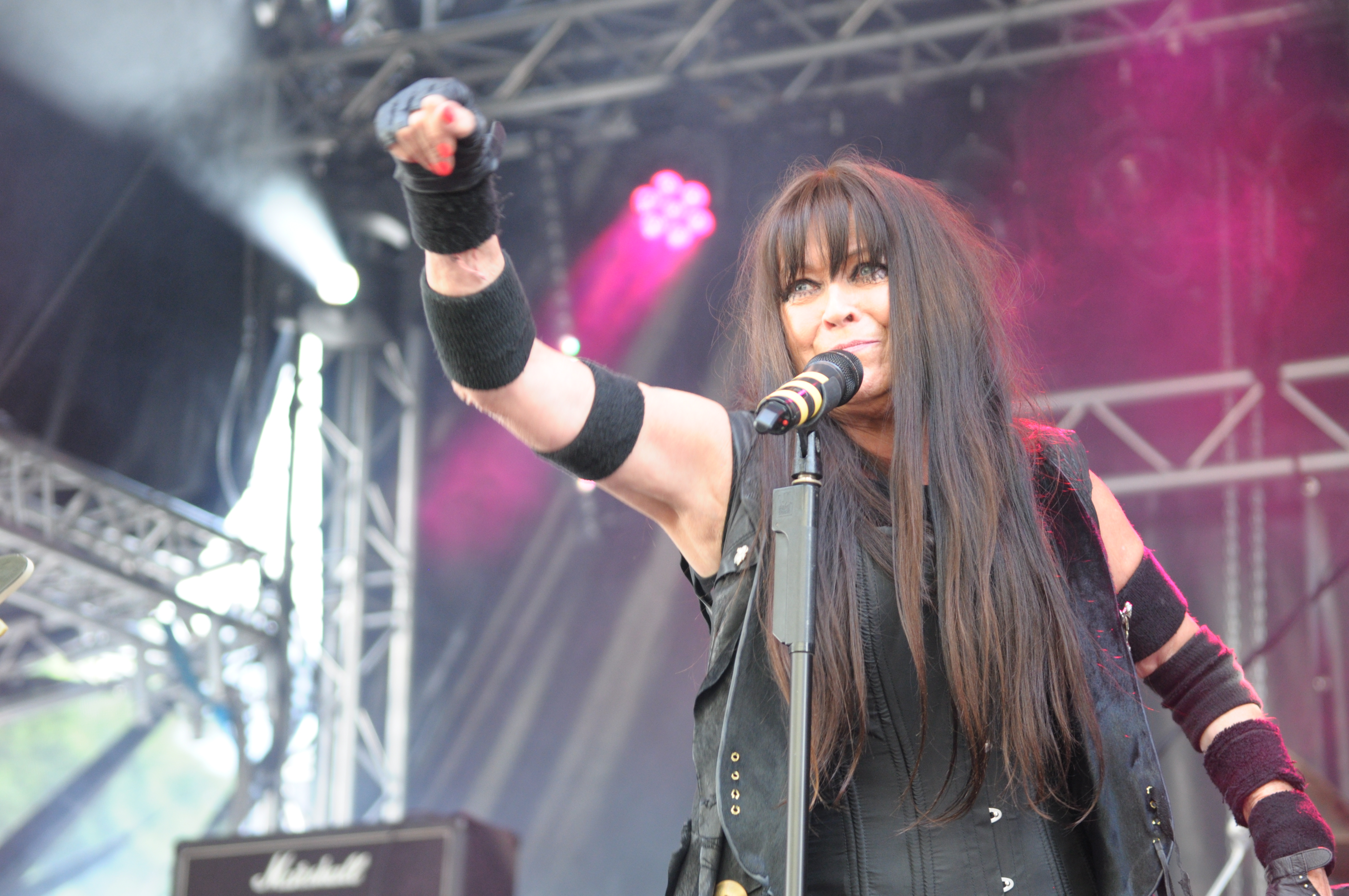
Jutta Weinhold (* 1947)

- Weinhold, Karl (1823–1901), deutscher Germanist und Hochschullehrer
- Weinhold, Karl (1946–2018), deutscher Politiker (DDR-CDU, CDU), MdL
- Weinhold, Karl August (1782–1829), deutscher Mediziner
- Weinhold, Klaus-Peter (* 1953), deutscher Volleyballspieler und evangelischer Theologe
- Weinhold, Kurt (1896–1965), deutscher Maler der Neuen Sachlichkeit
- Weinhold, Max (* 1982), deutscher Hockeyspieler
- Weinhold, Rudolf (1925–2003), deutscher Volkskundler
- Weinhold, Siegfried A. (* 1930), deutscher Sachverständiger und Autor
- Weinhold, Steffen (* 1986), deutscher Handballspieler
- Weinhold, Werner (1949–2024), deutscher NVA-Soldat und Grenzdurchbrecher
- Weinhold-Stünzi, Heinz (1926–2004), Schweizer Betriebswirtschaftler
- Weinholz, Gustav (1874–1951), deutscher Bergbauingenieur und Manager
- Weinhöppel, Hans Richard (1867–1928), deutscher Kapellmeister und Komponist
- Weinhuber, Simon (1918–1995), deutscher Politiker (BP)

### Weini
- Weinig, Bastian (* 1992), deutscher Jazzmusiker (Kontrabass)
- Weinig, Constanze (* 1971), deutsche Schauspielerin
- Weinig, Emil (1904–1979), deutscher Rechtsmediziner
- Weining, Brigitte (* 1950), deutsche Journalistin
- Weininger, Andor (1899–1986), ungarischer Architekt
- Weininger, Leopold (1854–1922), österreichischer Goldschmied, Vater des Philosophen Otto Weininger
- Weininger, Otto (1880–1903), österreichischer PhilosophOtto Weininger (1880–1903)

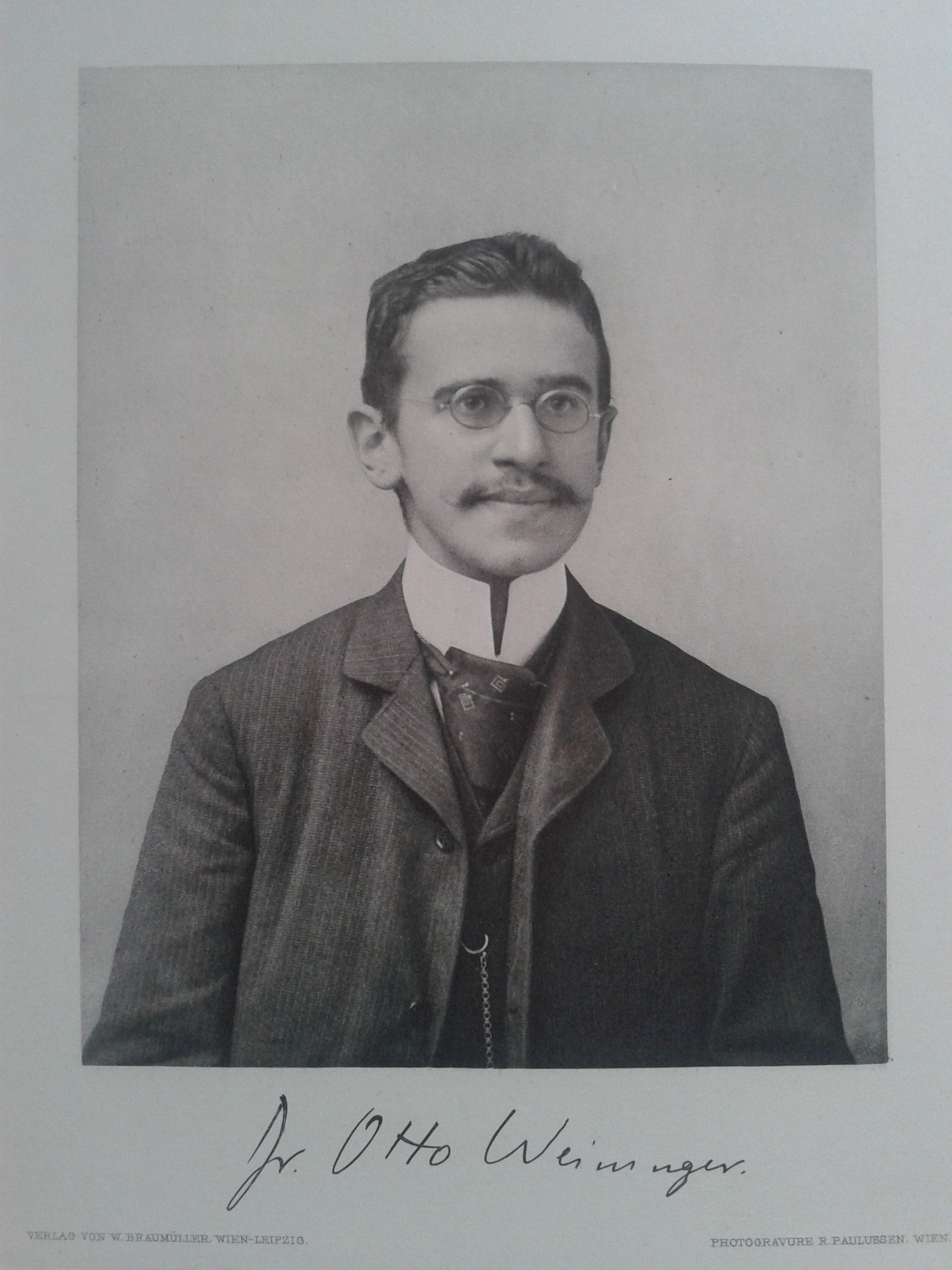
Otto Weininger (1880–1903)

- Weininger, Volker (* 1971), deutscher Kabarettist, Autor und Büttenredner
- Weinitz, Franz (1855–1930), deutscher Kunsthistoriker

### Weink
- Weinkamm, Otto (1902–1968), deutscher Jurist und Politiker (BVP, CSU), MdL, MdB, MdEP
- Weinkauf, Arno (1927–2003), deutscher Gewerkschaftssekretär und Politiker (SPD), MdBB
- Weinkauf, Bernd (* 1943), deutscher Schriftsteller
- Weinkauf, Leo (* 1996), deutscher Fußballtorhüter
- Weinkauf, Thomas (* 1965), deutscher Polizist
- Weinkauff, Dieter (1947–2008), deutscher Fußballspieler
- Weinkauff, Franz (1823–1892), deutscher Lehrer und Schriftsteller
- Weinkauff, Hermann (1894–1981), erster Präsident des BundesgerichtshofsHermann Weinkauff (1894–1981)

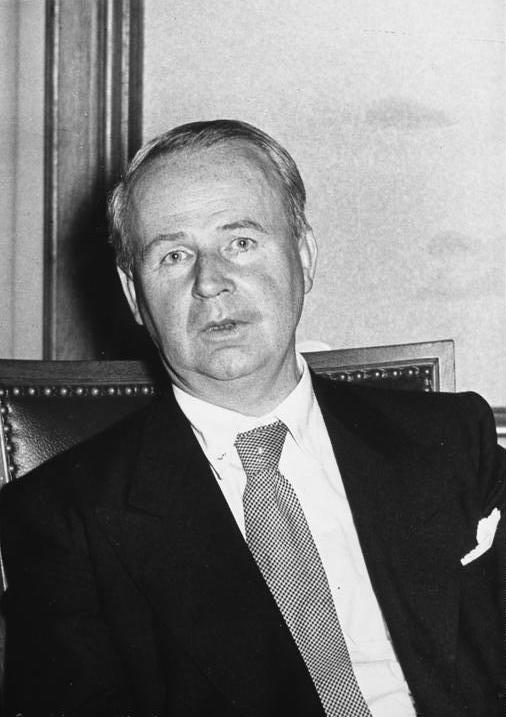
Hermann Weinkauff (1894–1981)

- Weinke, Annette (* 1963), deutsche Historikerin
- Weinke, Norbert (1929–1999), deutscher Maler und Grafiker
- Weinke, Wilfried (* 1955), deutscher Literaturwissenschaftler, Publizist und Kurator zeitgeschichtlicher Ausstellungen
- Weinknecht, Anne (* 1977), deutsche Schauspielerin
- Weinkopf, Gerald (1925–1992), deutscher Musiker
- Weinkopf, Johann Michael (1780–1862), österreichischer Sänger (Bass) und Schauspieler
- Weinkötz, Gustav (1912–1986), deutscher Leichtathlet

### Weinl
- Weinland, Alexander (* 1971), deutscher Jurist, Richter am Bundesgerichtshof
- Weinland, David Friedrich (1829–1915), deutscher Zoologe und JugendbuchautorDavid Friedrich Weinland (1829–1915)

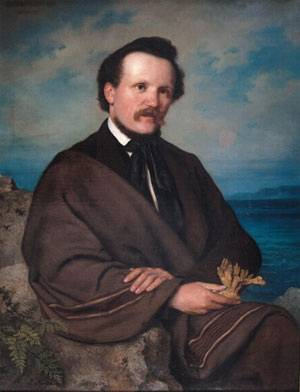
David Friedrich Weinland (1829–1915)

- Weinland, Dietlind (* 1959), deutsche Juristin und Richterin am Bundesgerichtshof
- Weinland, Ernst (1869–1932), deutscher Physiologe und Zoologe
- Weinland, Manfred (* 1960), deutscher Phantastikautor
- Weinland, Rudolf Friedrich (1865–1936), deutscher Pharmazeut und Chemiker
- Weinlechner, Josef (1829–1906), österreichischer Kinderchirurg
- Weinlich, Josephine (1848–1887), Pianistin, Violinistin, Komponistin und Dirigentin
- Weinlich, Robert (1921–2007), österreichischer Architekt
- Weinlig, Albert Christian (1812–1873), deutscher Mediziner, Herausgeber, Beamter und Innenminister
- Weinlig, Christian (1681–1762), deutscher Advokat, leitender Beamter und Politiker der Stadt Dresden
- Weinlig, Christian Ehregott (1743–1813), deutscher Komponist und Kreuzkantor
- Weinlig, Christian Theodor (1780–1842), deutscher Komponist und Chordirigent in Dresden und Leipzig
- Weinlig, Christian Traugott (1739–1799), deutscher Architekturtheoretiker, Architekt und Baubeamter
- Weinlig, Eduard (1832–1920), Senator der Stadt Harburg, heute Ortsteil von Hamburg
- Weinlig, Otto Friedrich (1867–1932), deutscher Industrieller
- Weinlob, Johann († 1558), Kanzler des Kurfürsten Johann Georg von Brandenburg

### Weinm
- Weinmair, Karl (1906–1944), deutscher Maler
- Weinman, Adolph Alexander (1870–1952), US-amerikanischer Bildhauer; Gestalter des Walking-Liberty-Motivs
- Weinman, Ben-Zion (1897–1987), russisch-amerikanischer Maler
- Weinman, Daniel (* 1988), US-amerikanischer PokerspielerDaniel Weinman (* 1988)

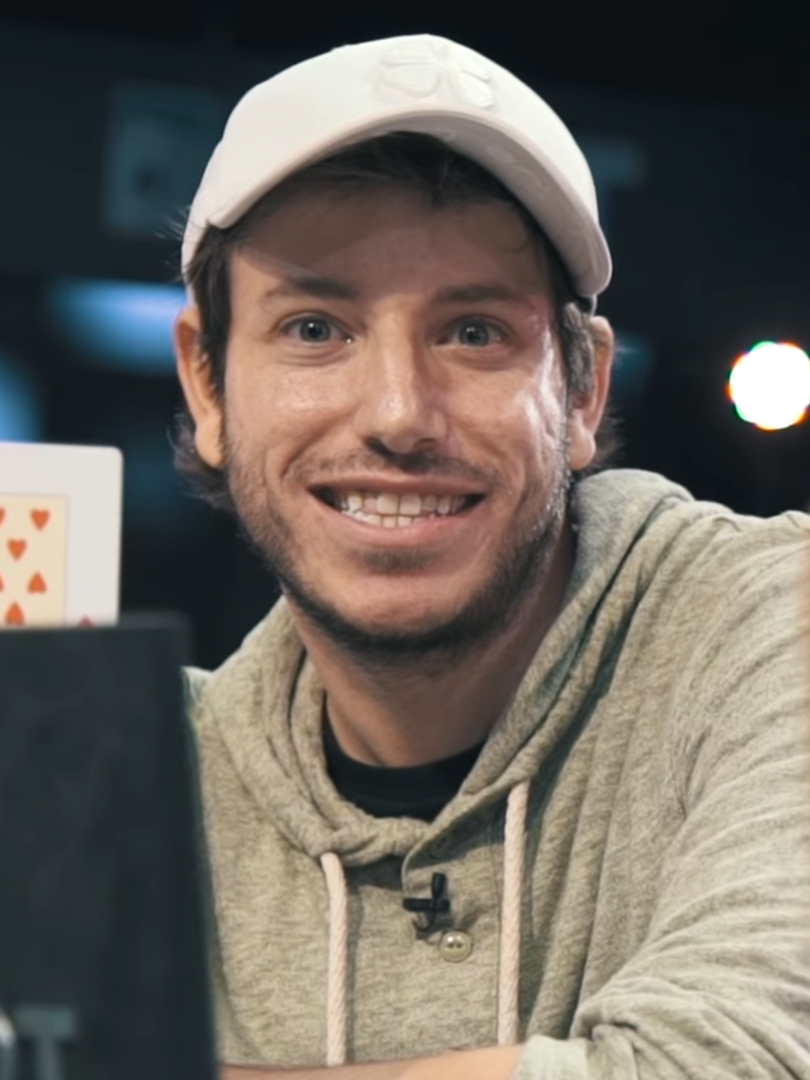
Daniel Weinman (* 1988)

- Weinmann, Alexander (1901–1987), österreichischer Musikwissenschaftler, Bibliograph und Komponist
- Weinmann, Artur (* 1883), deutscher Rechtswissenschaftler
- Weinmann, Ernst (1907–1947), deutscher Zahnarzt, SS-Führer und Oberbürgermeister von Tübingen
- Weinmann, Erwin (* 1909), deutscher Chef des Sonderkommandos 4a, Referatsleiter Amt IV D im RSHA, Massenmörder
- Weinmann, Franz (1909–1996), deutscher katholischer Priester und Dekan
- Weinmann, Fred (1908–1991), deutscher Lehrer und Heimatforscher
- Weinmann, Friedrich (1885–1929), deutscher Kameramann des Stummfilms
- Weinmann, Gerd (* 1962), deutscher Fußballspieler
- Weinmann, Günther (1924–2022), deutscher Jurist
- Weinmann, Hans (1885–1960), tschechoslowakischer Industrieller
- Weinmann, Hans-Martin (1928–2020), deutscher Neuropädiater und Epileptologe
- Weinmann, Johann (1599–1672), lutherischer Geistlicher und Theologe
- Weinmann, Johann Anton (1782–1858), deutsch-russischer Gärtner und Botaniker
- Weinmann, Johann Simon, der Jüngere (1583–1638), Bürgermeister von Heilbronn
- Weinmann, Johann Wilhelm (1683–1741), deutscher Apotheker und Botaniker
- Weinmann, Josef (1926–2008), Schweizer Zahnarzt und Heimatforscher
- Weinmann, Joseph Peter (1896–1960), österreichisch-US-amerikanischer Zahnarzt
- Weinmann, Karl (1873–1929), katholischer Theologe und Musikforscher
- Weinmann, Kaspar (1827–1888), Oberförster der Stadt Winterthur
- Weinmann, Klaus (1931–2024), deutscher Politiker (SPD)
- Weinmann, Kurt (1922–2007), deutscher Chemiker
- Weinmann, Manfred (1934–2013), deutscher Kommunalpolitiker (CDU), Oberbürgermeister der Stadt Heilbronn (1983–1999)
- Weinmann, Marc (* 1997), deutscher Film- und Theaterschauspieler
- Weinmann, Markus (* 1974), deutscher Agrarwissenschaftler
- Weinmann, Nico (* 1972), deutscher Rechtsanwalt und Politiker (FDP/DVP), MdL
- Weinmann, Peter (* 1946), deutscher Journalist und Mehrfachagent
- Weinmann, Rudolf (1915–2004), deutscher Kommunist und Widerstandskämpfer
- Weinmann, Rudolf (* 1950), österreichischer Tischtennisspieler
- Weinmann, Siegfried (1910–1996), deutscher Kameramann und Fotograf
- Weinmann, Simon der Ältere (1535–1606), Bürgermeister von Heilbronn
- Weinmann, Turi (1883–1950), deutscher Bildhauer
- Weinmann, Werner (1935–1997), deutscher Politiker (SPD), MdL
- Weinmann, Wilhelm (1851–1918), deutscher Verwaltungsjurist in Preußen und im Reichsland Elsaß-Lothringen
- Weinmayer, Karl (1887–1971), deutscher Landrat des Landkreises Gunzenhausen
- Weinmayer, Leo (* 1884), russlanddeutscher römisch-katholischer Geistlicher und Märtyrer
- Weinmayer, Leopold (1904–1966), österreichischer Politiker (ÖVP), Abgeordneter zum Nationalrat, Mitglied des Bundesrates
- Weinmayr, Stefanje (* 1969), deutsche Kunsthistorikerin
- Weinmeier, Wilhelm (* 1955), österreichischer Techniker und Politiker (FPÖ), Landtagsabgeordneter, Abgeordneter zum Nationalrat
- Weinmeister, Arnie (1923–2000), kanadisch-US-amerikanischer American-Football-Spieler und -Trainer
- Weinmeister, Christoph Conrad (1810–1871), österreichischer Sensenfabrikant und Industrieller
- Weinmeister, Mark (* 1967), deutscher Politiker (CDU)
- Weinmeister, Peter (* 1946), österreichischer Politiker (FPÖ), Vizebürgermeister von Graz
- Weinmiller, Gesine (* 1963), deutsche Architektin
- Weinmiller, Lothar (1897–1941), deutscher Geflügelzucht-Wissenschaftler
- Weinmüller, Adolf (1886–1958), deutscher Kunsthändler
- Weinmüller, Carl (1764–1828), deutsch-österreichischer Bassist und Theaterregisseur
- Weinmüller, Franz Xaver (1771–1845), bayerischer Bürgermeister

### Weinn
- Weinnoldt, Erich (1892–1954), deutscher Diplomingenieur und Ministerialrat
- Weinnoldt, Ernst (1863–1944), deutscher Mathematiker, Hochschullehrer, Pädagoge, Handelsschulleiter und Schulbuch-Autor

### Weino
- Weinöhl, Jörg (* 1970), deutscher Choreograph und Tänzer
- Weinold, Felix (* 1960), deutscher Künstler

### Weinr
- Weinrauch, Ernest (1730–1793), deutscher Komponist und Benediktinerpater
- Weinreb, Friedrich (1910–1988), jüdisch-chassidischer Weiser, Erzähler und SchriftstellerFriedrich Weinreb (1910–1988)

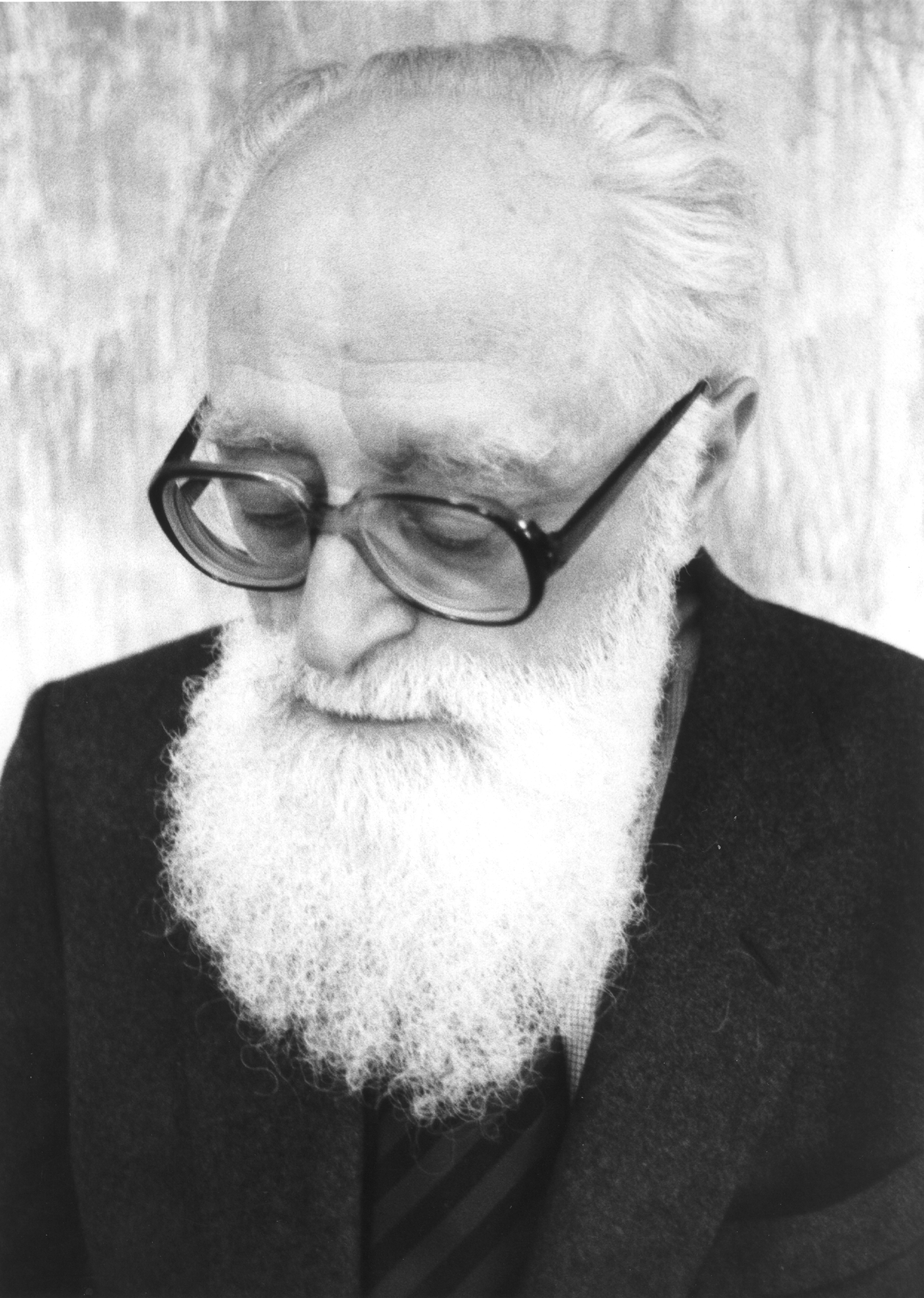
Friedrich Weinreb (1910–1988)

- Weinreb, Hermine (1862–1922), österreichische Pädagogin und Schulreformerin
- Weinreb, Steven M. (* 1941), US-amerikanischer Chemiker
- Weinreich, Amandus (1860–1943), deutscher evangelisch-lutherischer Theologe und Hochschullehrer
- Weinreich, Bernd (* 1948), deutscher Komponist und Musikwissenschaftler
- Weinreich, Frank (* 1962), deutscher Autor und Herausgeber
- Weinreich, Gerd, deutscher Übersetzer
- Weinreich, Gerd (* 1949), deutscher Jurist
- Weinreich, Gisela, deutsche Segelfliegerin und Europameisterin
- Weinreich, Hans, deutscher Buchdrucker
- Weinreich, Hans (1896–1963), deutscher Polizist, SS-Gruppenführer und Politiker (NSDAP), MdR, MdL
- Weinreich, Jan (* 1997), deutscher American-Football-Spieler
- Weinreich, Jens (* 1965), deutscher Sportjournalist
- Weinreich, Karl (1886–1959), Landtagsabgeordneter Waldeck
- Weinreich, Manfred (* 1946), deutscher Ruderer
- Weinreich, Max (1894–1969), polnisch-US-amerikanischer Sprachwissenschaftler
- Weinreich, Michael (* 1973), deutscher Politiker (SPD), MdHB
- Weinreich, Otto (1882–1947), deutscher Pianist
- Weinreich, Otto (1886–1972), deutscher Klassischer Philologe
- Weinreich, Uriel (1926–1967), US-amerikanischer Linguist
- Weinreich, Wolfgang (* 1937), deutscher Pilot und Verbandsfunktionär
- Weinreich, Wolfgang (* 1937), deutscher Fußballspieler
- Weinreis, Wilhelm (1872–1906), deutscher Architekt und Bauunternehmer
- Weinreuter, Gero (* 1971), deutscher Spielfilmregisseur
- Weinrib, Craig, US-amerikanischer Jazzmusiker (Schlagzeug)
- Weinrich, Carl (1904–1991), US-amerikanischer Organist und Musikpädagoge
- Weinrich, Christa (* 1950), deutsche Gartenbau-Ingenieurin und Autorin
- Weinrich, Eric (* 1966), US-amerikanischer Eishockeyspieler und -trainer
- Weinrich, Franz Johannes (1897–1978), deutscher katholischer Schriftsteller
- Weinrich, Georg (1554–1617), deutscher lutherischer Theologe
- Weinrich, Georg Albrecht (1755–1814), deutscher Mediziner, Land- und Stadtphysikus in Marktbreit
- Weinrich, Georg von (1768–1836), bayerischer Generalleutnant und Kriegsminister
- Weinrich, Gerald (* 1966), deutscher Fußballspieler und -trainer
- Weinrich, Harald (1927–2022), deutscher Romanist
- Weinrich, Heiko (* 1971), deutscher Fußballspieler
- Weinrich, Hellmuth (1903–1989), deutscher Ingenieur und Lehrstuhlinhaber an der TU Dresden
- Weinrich, Herbert (* 1932), deutscher Radrennfahrer, nationaler Meister im Radsport
- Weinrich, Johannes (1793–1855), deutscher Volkskünstler
- Weinrich, Johannes (* 1947), deutscher Terrorist der Revolutionären Zellen
- Weinrich, Karl (1887–1973), deutscher Politiker (NSDAP), MdR, MdL, Gauleiter von KurhessenKarl Weinrich (1887–1973)

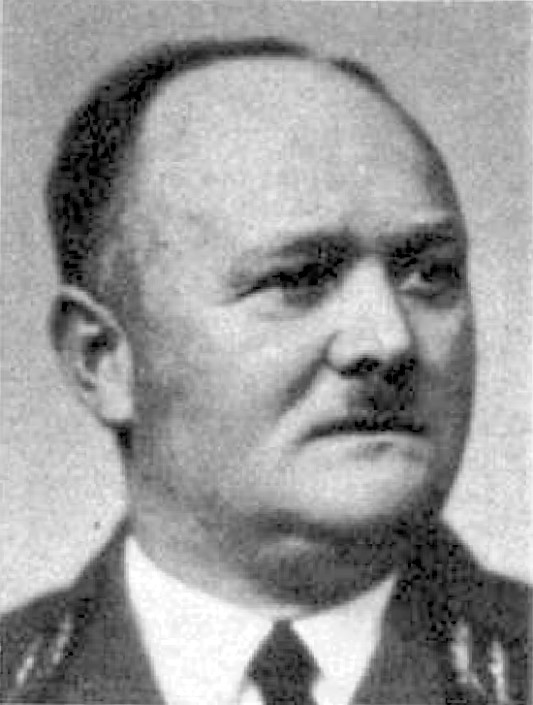
Karl Weinrich (1887–1973)

- Weinrich, Karl von (1815–1903), bayerischer General der Kavallerie
- Weinrich, Lorenz (* 1929), deutscher Historiker
- Weinrich, Martin (1865–1925), deutscher Lehrer und Mundartdichter
- Weinrich, Michael (* 1950), deutscher reformierter Theologe
- Weinrich, Michael (* 1969), deutscher Fußballspieler
- Weinrich, Nikolaus von (1738–1826), bayerischer Generalmajor und Kommandant von Ingolstadt
- Weinrich, Scott (* 1961), US-amerikanischer Doom-Metal-Sänger und -Gitarrist
- Weinrich, Stephan (* 1986), deutscher Politiker (CDU), MdL Sachsen
- Weinrich, Thomas (1588–1629), deutscher lutherischer Theologe
- Weinrich, Werner (1938–2024), deutscher Politiker (SPD) und Gewerkschafter, MdHB
- Weinrich, Willy (* 2003), deutscher Bahnradsportler
- Weinrich, Zipflo (1964–2018), österreichischer Jazzmusiker (Violine, Bass), Komiker und Schauspieler
- Weinrother, Carl (1925–1999), deutscher Pressefotograf
- Weinrowsky, Paul (1874–1945), deutscher Pädagoge und Hochschullehrer für Physik
- Weinryb, Bernard Dov († 1982), US-amerikanischer Historiker

### Weins
- Weins, Claudia, deutsches Fotomodell und Schönheitskönigin
- Weins, Michael (* 1971), deutscher Schriftsteller
- Weins, Peter (1889–1966), deutscher Geistlicher und Generalvikar Bistum Trier
- Weins, William (1953–2001), US-amerikanischer Ingenieur und Hochschullehrer
- Weinsberg, Hermann von (1518–1597), Kölner Ratsherr und Schriftsteller
- Weinschel, Bruno (1919–2003), deutscher Hochfrequenztechniker und Unternehmer
- Weinschenck, Fedor (1916–1942), polnischer Skirennläufer
- Weinschenck, Günther (1926–2018), deutscher Agrarökonom
- Weinschenk, Ernst (1865–1921), deutscher Mineraloge und Petrologe
- Weinschenk, Hans-Erich (1927–1986), deutscher Ingenieur (Elektrotechnik) und Hochschullehrer; Rektor
- Weinschenk, Horst, deutscher Radrennfahrer
- Weinschenk, Johann Christoph (1722–1804), deutscher Mediziner
- Weinschröter, Sebald, Nürnberger Maler
- Weinschrott, Paulus (1919–1960), banatschwäbischer römisch-katholischer Ordensmann, Geistlicher und Märtyrer
- Weinschütz, Bernhard (* 1966), deutscher Politiker (Bündnis 90/Die Grünen), MdA
- Weinsheimer, Lilo (1919–1992), deutsche Journalistin
- Weinspach, Dirk (* 1959), deutscher Jurist, Polizeipräsident in Aachen
- Weinspach, Gabriele (* 1968), deutsche Schauspielerin
- Weinsperger, August (1891–1963), deutscher Politiker (FDP), MdL
- Weinstabl, Reinhard (* 1958), österreichischer Unfallchirurg und Sporttraumatologe
- Weinstabl, Robert (* 1983), österreichischer Fußballspieler und -trainerRobert Weinstabl (* 1983)

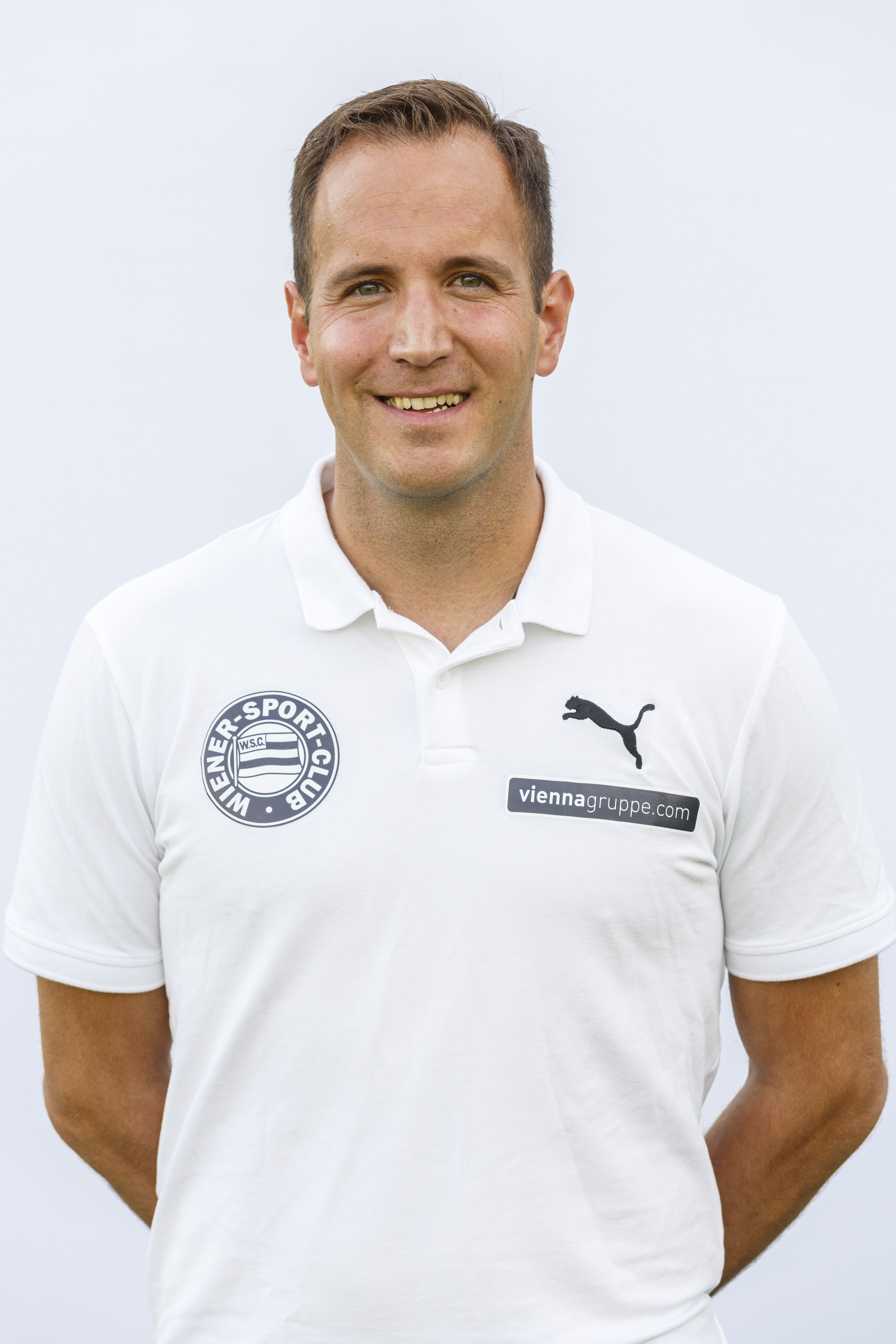
Robert Weinstabl (* 1983)

- Weinstabl, Rupert (1911–1953), österreichischer Kanute
- Weinstein, Adelbert (1916–2003), deutscher Journalist
- Weinstein, Alan (* 1943), US-amerikanischer Mathematiker und Hochschullehrer
- Weinstein, Albert (1885–1969), deutscher Weit- und Dreispringer
- Weinstein, Alexander (1897–1979), US-amerikanischer Mathematiker
- Weinstein, Andrew J. († 1915), britischer anglikanischer Priester, Kaplan und Missionar
- Weinstein, Bob (* 1954), US-amerikanischer Filmproduzent
- Weinstein, Claire (* 2007), US-amerikanische Schwimmerin
- Weinstein, David (* 1954), US-amerikanischer Keyboarder, Komponist und Installationskünstler
- Weinstein, David (* 1964), US-amerikanisch-britischer Wirtschaftswissenschaftler
- Weinstein, Domenic (* 1994), deutscher Radrennfahrer
- Weinstein, Erika (* 1950), deutsche Leichtathletin
- Weinstein, Harvey (* 1952), US-amerikanischer Filmproduzent und SexualstraftäterHarvey Weinstein (* 1952)

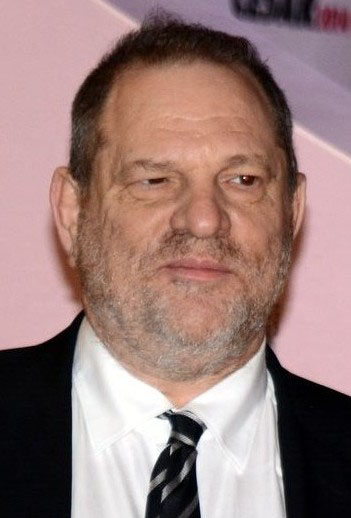
Harvey Weinstein (* 1952)

- Weinstein, Henry T. (1924–2000), US-amerikanischer Theatermacher und Filmproduzent
- Weinstein, Jack, US-amerikanischer Offizier, Generalleutnant der US Air Force
- Weinstein, Jehuda (* 1944), israelischer Jurist und Generalstaatsanwalt
- Weinstein, Josef (1876–1944), Konfektions- und Strickwarenhändler; Opfer des Holocaust
- Weinstein, Josh (* 1966), US-amerikanischer Fernsehautor und -produzent
- Weinstein, Josif (1918–2001), russischer Bigband-Leiter und Trompeter
- Weinstein, Leo (1921–2009), deutsch-US-amerikanischer Hochschullehrer für französische Literatur in den USA, Fußballkommentator und Autor
- Weinstein, Lisa, US-amerikanische Filmproduzentin
- Weinstein, Madeline (* 1990), US-amerikanische Schauspielerin
- Weinstein, Martin (1864–1917), deutscher Generalkonsul und Stifter
- Weinstein, Max Bernhard (1852–1918), deutscher Physiker und Philosoph
- Weinstein, Michael H. (* 1960), US-amerikanischer Komponist, Hornist und Musikpädagoge
- Weinstein, Paul (1878–1964), deutscher Hochspringer
- Weinstein, Paula (1945–2024), US-amerikanische Fernseh- und Filmproduzentin
- Weinstein, Samantha (1995–2023), kanadische Schauspielerin und Synchronsprecherin
- Weinstein, Stephen (1893–1991), englischer Schriftsteller
- Weinstein-Evron, Mina (* 1949), israelische Archäologin, Palynologin und Hochschullehrerin
- Weinstengl, Hugo (1907–1968), österreichischer Bobfahrer
- Weinstock, Arnold, Baron Weinstock (1924–2002), britischer Unternehmer und Politiker
- Weinstock, Bernard (1917–1981), US-amerikanischer Chemiker
- Weinstock, Bob (1928–2006), US-amerikanischer Plattenproduzent und Jazz-Label-Gründer
- Weinstock, Charles, US-amerikanischer Filmproduzent
- Weinstock, Heinrich (1889–1960), deutscher Philosoph und Pädagoge
- Weinstock, Herbert (1905–1971), US-amerikanischer Musikhistoriker
- Weinstock, Horst (1931–2013), deutscher Anglist, Sprachwissenschaftler und Hochschullehrer
- Weinstock, Rolf (1920–1952), deutscher NS-Verfolgter und Schriftsteller
- Weinstock, Semjon Michailowitsch (* 1947), russischer Unternehmer
- Weinstock, Stefan (1901–1971), britischer Althistoriker und Klassischer Philologe
- Weinstock, Ulf (* 1952), schwedischer Eishockeyspieler und -trainer
- Weinstötter, Werner Walter (1914–2000), deutscher Verleger und Modelleisenbahn-Journalist

### Weint
- Weinthal, Max (1892–1943), deutscher Kaufmann und Opfer des Holocaust
- Weintraub Lax, Frances (1895–1975), Filmschauspielerin
- Weintraub, Amir (* 1986), israelischer Tennisspieler
- Weintraub, Bruce (1952–1985), amerikanischer Szenenbildner
- Weintraub, Fred (1928–2017), US-amerikanischer Filmproduzent und Drehbuchautor
- Weintraub, Harold M. (1945–1995), US-amerikanischer Genetiker
- Weintraub, Jerry (1937–2015), US-amerikanischer FilmproduzentJerry Weintraub (1937–2015)

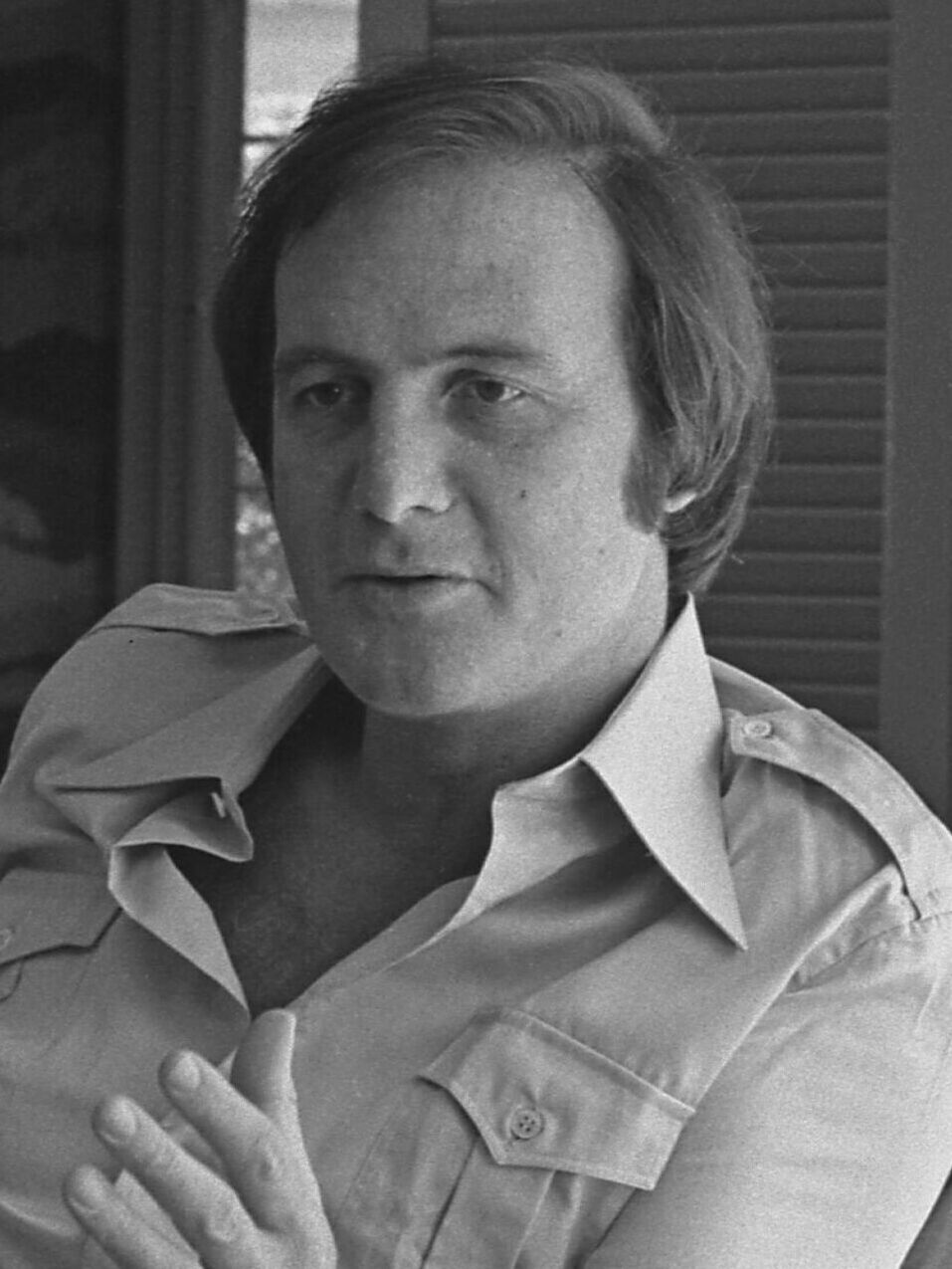
Jerry Weintraub (1937–2015)

- Weintraub, Karl Joachim (1924–2004), US-amerikanischer Historiker
- Weintraub, Katja († 1970), deutsche Übersetzerin polnischer Literatur
- Weintraub, Leon (* 1926), Überlebender des Holocausts und Arzt
- Weintraub, Maia (* 2002), US-amerikanische Florettfechterin
- Weintraub, Stefan (1897–1981), deutscher Jazzmusiker und australischer Mechaniker
- Weintraub, Steven (* 1951), US-amerikanischer Mathematiker
- Weintraub, Sy (1923–2000), US-amerikanischer Journalist und Filmproduzent
- Weintraud, Robert (1860–1927), deutscher Unternehmer
- Weintritt, Dieter (1935–2023), deutscher Geophysiker
- Weintritt, Jamila (* 2007), deutsche Kinderdarstellerin
- Weintritt, Otfried (* 1955), deutscher Orientalist
- Weintz, Jürgen (* 1955), deutscher Erziehungswissenschaftler, Theaterpädagoge, Kulturmanager und Hochschullehrer
- Weintz, Karl Richard (1908–2010), deutscher SS-Führer im Reichssicherheitshauptamt

### Weinu
- Weinum, Marcel (1924–1942), französischer Widerstandskämpfer gegen den Nationalsozialismus

### Weinw
- Weinwurm, Ferdinand (* 1990), österreichischer Fußballspieler
- Weinwurm, Rudolf (1835–1911), österreichischer Jurist, Musikwissenschaftler, Chorleiter und Komponist

### Weinz
- Weinzäpfli, Theobald († 1694), Schweizer evangelischer Theologe
- Weinzettl, Franz (* 1955), österreichischer Schriftsteller und Psychotherapeut
- Weinzettl, Martin (* 1969), deutscher Kunst- und Architekturhistoriker
- Weinzettl, Monica (* 1967), österreichische SchauspielerinMonica Weinzettl (* 1967)

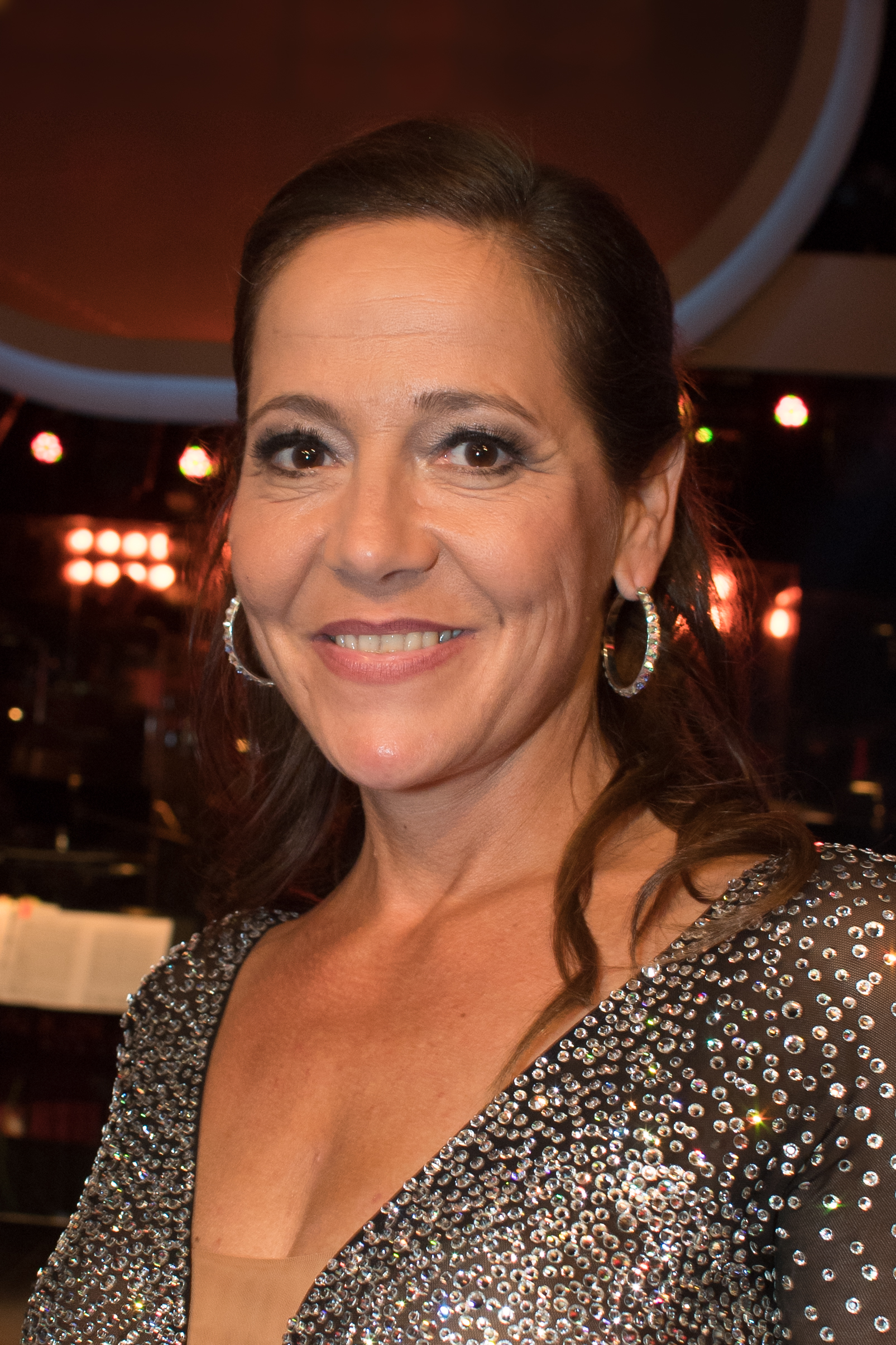
Monica Weinzettl (* 1967)

- Weinzettl, Václav (1862–1930), böhmischer und tschechoslowakischer Architekt und Schuldirektor
- Weinzheimer, Friedrich August (1882–1947), deutscher Maler, Zeichner und Grafiker
- Weinzieher, Michał (1903–1944), polnischer Kunsthistoriker, Opfer des Holocaust
- Weinzierl, Alfons (1932–2005), deutscher Diplom-Ingenieur und Politiker (CSU), MdL Bayern
- Weinzierl, Alois (1879–1959), deutscher Bäckermeister und Politiker (BVP, CSU), MdL Bayern und Landrat
- Weinzierl, Barbara (* 1959), österreichische Kabarettistin und Schauspielerin
- Weinzierl, Cölestin (1774–1847), deutscher Dompropst und Landtagsabgeordneter
- Weinzierl, Erika (1925–2014), österreichische Historikerin
- Weinzierl, Franz (1912–1943), österreichischer slowenischsprachiger Widerstandskämpfer gegen das NS-Regime
- Weinzierl, Franz Joseph (1777–1829), römisch-katholischer Geistlicher
- Weinzierl, Georg (1896–1969), deutscher Politiker (BVP, CSU), MdL Bayern
- Weinzierl, Helene (* 1963), österreichische Tänzerin und Choreografin
- Weinzierl, Hubert (1935–2025), deutscher Natur- und Umweltschützer
- Weinzierl, Johanna Constanzia (1807–1840), deutsche Opernsängerin (Sopran)
- Weinzierl, Joseph (1807–1886), Mitglied der kurhessischen Ständeversammlung
- Weinzierl, Karl (1902–1974), deutscher Priester und Kirchenrechtler
- Weinzierl, Kurt (1931–2008), österreichischer Schauspieler, Kabarettist und Regisseur
- Weinzierl, Lorenz junior (1813–1880), bayerischer Gastwirt, Landwirt und Abgeordneter
- Weinzierl, Lorenz senior (1764–1831), bayerischer Bierbrauer, Landwirt und Abgeordneter
- Weinzierl, Markus (* 1974), deutscher Fußballspieler und -trainerMarkus Weinzierl (* 1974)

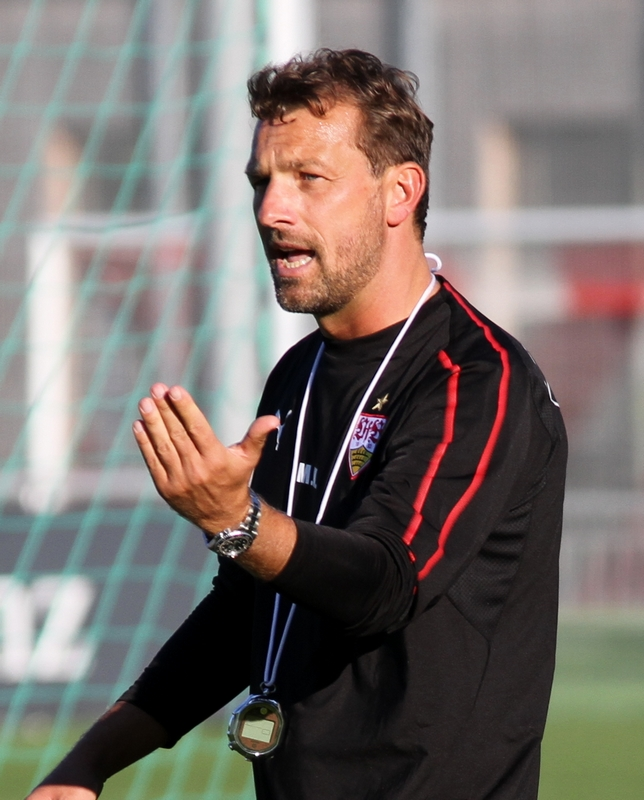
Markus Weinzierl (* 1974)

- Weinzierl, Max von (1841–1898), österreichischer Komponist, Theaterkapellmeister und Chordirigent
- Weinzierl, Maximilian (* 1997), österreichischer Politiker (FPÖ), Abgeordneter zum Nationalrat
- Weinzierl, Michael (1950–2002), österreichischer Historiker
- Weinzierl, Moriz (1884–1955), österreichischer Jurist und Ministerialbeamter
- Weinzierl, Nathalie (* 1994), deutsche Eiskunstläuferin
- Weinzierl, Paul (1897–1979), deutscher Unternehmer und Politiker (CSU), MdB
- Weinzierl, Peter (1923–1996), österreichischer Experimentalphysiker
- Weinzierl, Raphael von (1782–1864), deutscher Verwaltungsbeamter
- Weinzierl, Simon (1785–1849), Brauereistifter und Landtagsabgeordneter
- Weinzierl, Stefan (* 1967), deutscher Musikwissenschaftler
- Weinzierl, Stefan (* 1985), deutscher Musiker (Schlagzeug, Percussion, Musikpädagogik)
- Weinzierl, Theodor von (1853–1917), österreichischer Agrarwissenschaftler und Botaniker
- Weinzierl, Ulrich (1954–2023), österreichischer Kulturjournalist und Autor
- Weinzierl, Wolfgang (* 1945), deutscher Landschaftsarchitekt
- Weinzinger, Brigid (* 1962), österreichische Politikerin (Grüne), Landtagsabgeordneter, Abgeordnete zum Nationalrat
- Weinzinger, Fritz (1890–1963), österreichischer Sprinter und Weitspringer
- Weinzinger, Lutz (1943–2021), österreichischer Politiker (FPÖ), Landtagsabgeordneter, Abgeordneter zum Nationalrat
- Weinzweig, Helen (1915–2010), kanadische Schriftstellerin
- Weinzweig, John (1913–2006), kanadischer Komponist